# Bursa
Pour les articles homonymes, voir Bursa (homonymie) et Brousse.
Bursa (prononcé en turc ['bursa]), parfois Brousse (ou Pruse) en français, du grec ancien Προῦσα / proūsa, est une ville du Nord-Ouest de l'Anatolie en Turquie, capitale de la province du même nom. Bursa fut la seconde capitale de l'Empire ottoman, de 1326 à 1366.
Avec une population de 3 233 767 habitants en 2023, il s'agit de nos jours de la quatrième ville du pays ainsi qu'un important centre industriel (usines FIAT-Tofaş et OYAK-Renault) et culturel.
La ville est située sur le versant nord-ouest des montagnes dominées par l'Uludağ, montagne connue par les géographes comme l'Olympe de Bithynie, au sud de la région de Marmara. Elle est bordée par la province de Yalova et la mer de Marmara au nord, les provinces de Kocaeli et Sakarya au nord-est, la province de Bilecik à l'est et les provinces de Kütahya et Balıkesir au sud.
La ville est surnommée Yeşil Bursa, « Brousse la verte », en référence aux nombreux parcs et espaces verts qui jalonnent l'agglomération ainsi qu'aux forêts qui couvrent les environs[réf. nécessaire]. La ville est au pied du massif du Mont Uludağ, réputé pour ses stations de sports d'hiver. Son patrimoine historique comporte les mausolées des premiers membres de la dynastie ottomane et les nombreux édifices construits pendant cette période marquent encore la ville de leur empreinte. La ville, située au centre d'une région fertile connue pour son thermalisme, possède de nombreux musées, notamment un riche musée archéologique.
Karagöz et Hacivat, les deux personnages du théâtre d'ombres, sont nés et enterrés à Bursa. La ville est célèbre pour ses spécialités gastronomiques, notamment les châtaignes et les pêches ainsi que l'İskender kebap. À proximité de la ville se trouvent le district d'İznik, l'antique Nicée, connue pour son histoire et ses édifices majeurs. Bursa est le siège de l'Université Uludağ et sa population possède l'un des plus hauts niveaux d'études du pays. La ville est un pôle d'attraction traditionnel des réfugiés des Balkans, arrivés par vagues successives jusqu'à une période récente[réf. nécessaire]. En 1991, la ville était récompensée du Prix de l'Europe.

## Géographie

### Démographie
Lors de la conquête par le sultan Orhan, le 6 avril 1326, la ville ne comptait que 2 000 foyers.
Bursa comptait 45 000 habitants en 1487 et, selon une estimation, environ 65 000 en 1573-1574.
En 1848, le voyageur historien Baptistin Poujoulat écrit dans Récits et souvenirs d'un voyage en Orient que la ville compte 90 000 Turcs, 5 000 Arméniens et 5 000 Grecs.
| 1960    | 1970    | 1980    | 1985    | 1990    | 1997      |
| ------- | ------- | ------- | ------- | ------- | --------- |
| 153 866 | 275 953 | 445 113 | 612 510 | 834 576 | 1 054 796 |

| 2004      | 2007      | 2008      | 2009      | 2010      | 2015      |
| --------- | --------- | --------- | --------- | --------- | --------- |
| 1 107 616 | 1 431 172 | 1 898 000 | 2 150 000 | 2 547 000 | 2 842 000 |

| 2016      | 2019      | - | - | - | - |
| --------- | --------- | - | - | - | - |
| 2 901 396 | 2 994 521 | - | - | - | - |

## Histoire

### Fondation et étymologie
Le site est tout d'abord connu sous le nom de Kios (en grec, ou Cius en latin) quand il est cédé par Philippe V (roi de Macédoine) au roi de Bithynie, Prusias Ier, en -202 pour son aide contre Pergame et Héraclée du Pont (la moderne Karadeniz Ereğli). Le roi lui donne alors son nom : Pruse, en latin Prusa ad Olympum (Pruse de l'Olympe).

### Capitale de l'Empire ottoman
La ville voit son importance grandir car elle est située à l'extrémité occidentale de la route de la soie. Elle appartient à un Empire byzantin en plein déclin quand elle est conquise en 1326 par le sultan Orhan. Elle devient alors la capitale du nouvel empire et des premiers sultans ottomans de 1326 jusqu’en 1366, lorsque son fils Mourad Ier la remplace par Andrinople. Son statut de capitale lui vaut de voir érigés de nombreux bâtiments, dont une école de théologie qui attire de nombreux étudiants en provenance de tout le Moyen-Orient, école qui se maintiendra sur place après la perte du rang de capitale.
La ville perd progressivement de son influence quand les villes de Didymotique et d'Andrinople sont conquises par les Ottomans en 1366. Mais Brousse demeure une ville appréciée des sultans qui y développent l'art ottoman, la ville restant un important centre administratif et commercial.
En 1402, à la suite de la bataille d'Ankara, Brousse, alors sous contrôle du sultan ottoman Bayezid Ier (Bajazet Ier), est mise à sac par Tamerlan, puis à nouveau, après un siège de 34 jours, par le bey karamanide Nâsıreddin Mehmed II.

### Le commerce de la soie

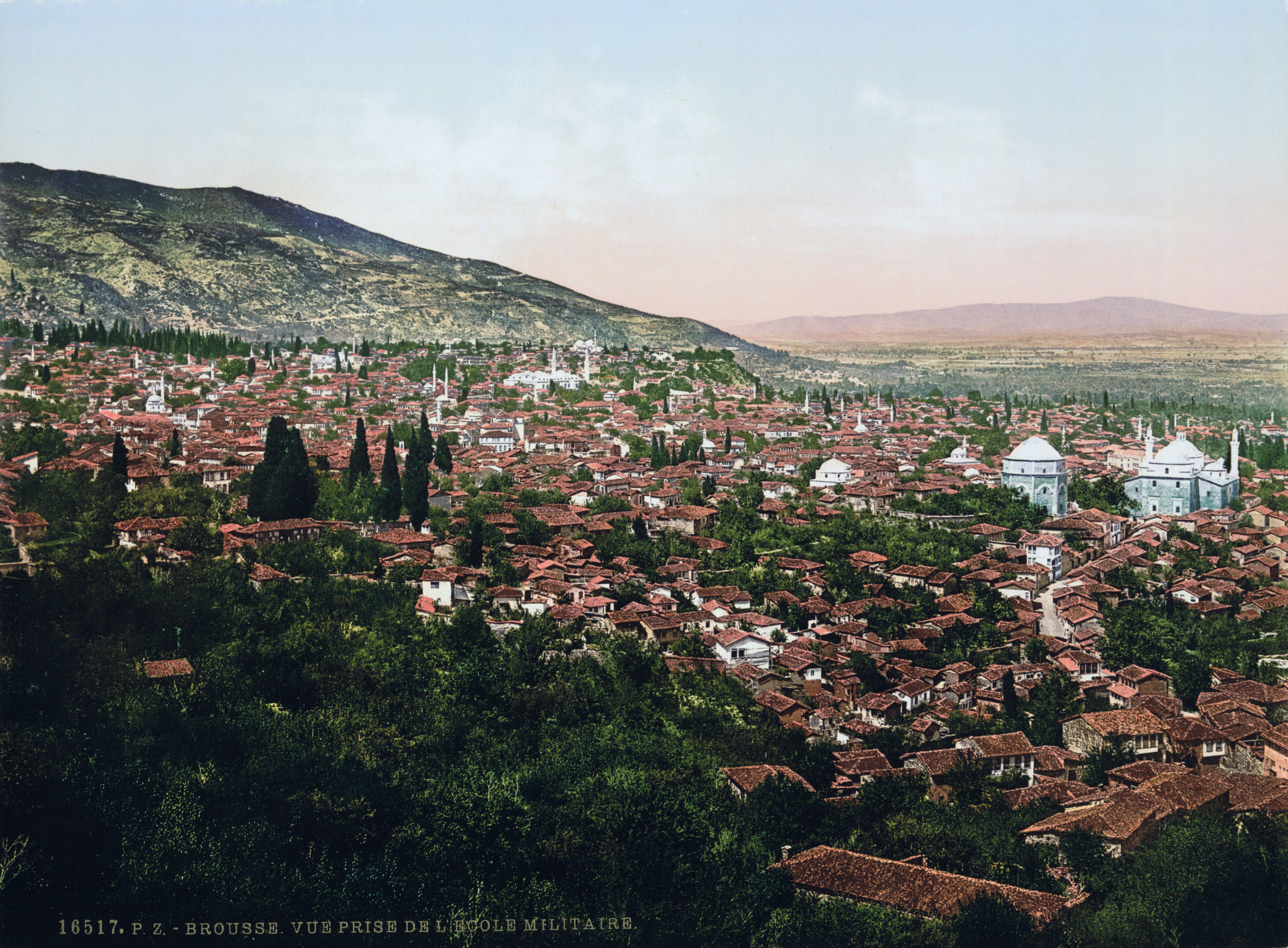
Brousse vers 1890

Costumes de Juifs de Brousse (vilayet de Hudavendighiar), 1873

Sous la domination ottomane, la ville est le centre de production de soieries royales, facilitée par la culture du mûrier aux alentours du Nilufer. En plus d'une sériciculture locale de grande ampleur, on y importe de la soie naturelle principalement en provenance d'Iran (via Tabriz et Trébizonde) et parfois de Chine. Elle est alors le centre de confection de caftans, la longue tunique traditionnelle, ainsi que celui des coussins, de la broderie et d'autre soieries ornant les palais impériaux jusqu'au XVIIe siècle. La ville est aussi le centre de production de couteaux et de carrosses.
Aujourd'hui encore, la ville reste un éminent centre de production de soie naturelle, avec un million de mètres de tissu par an. En dehors de l'industrie textile, la ville a au fil du temps développé des industries variées, comme la coutellerie et l'industrie automobile (Renault, FIAT et Peugeot y sont présents).

### Les grands tremblements de terre

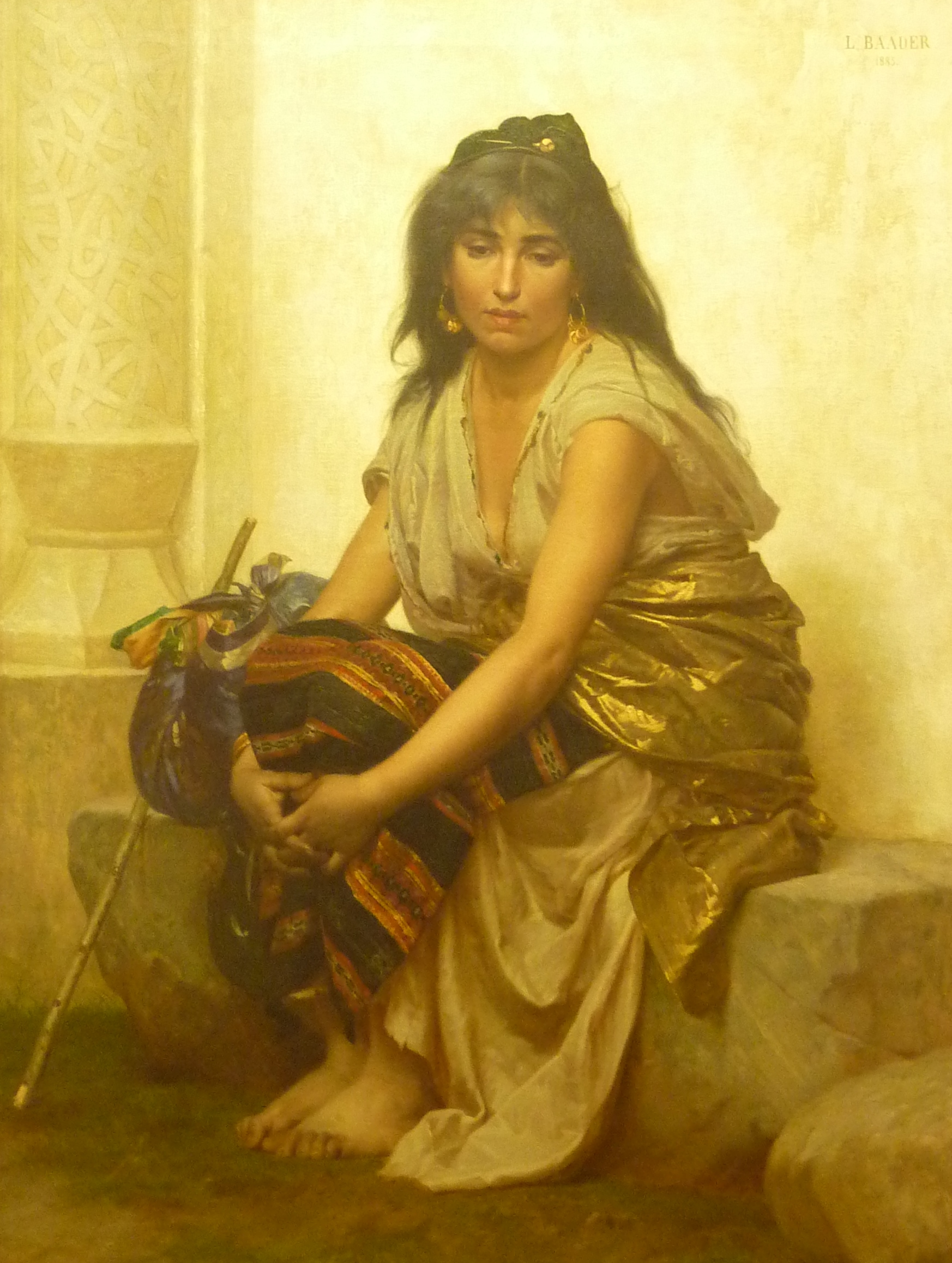
Louis-Marie Baader : Tzigane à la porte de Brousse [Bursa désormais] (1885, huile sur toile, musée des Beaux-Arts de Morlaix)

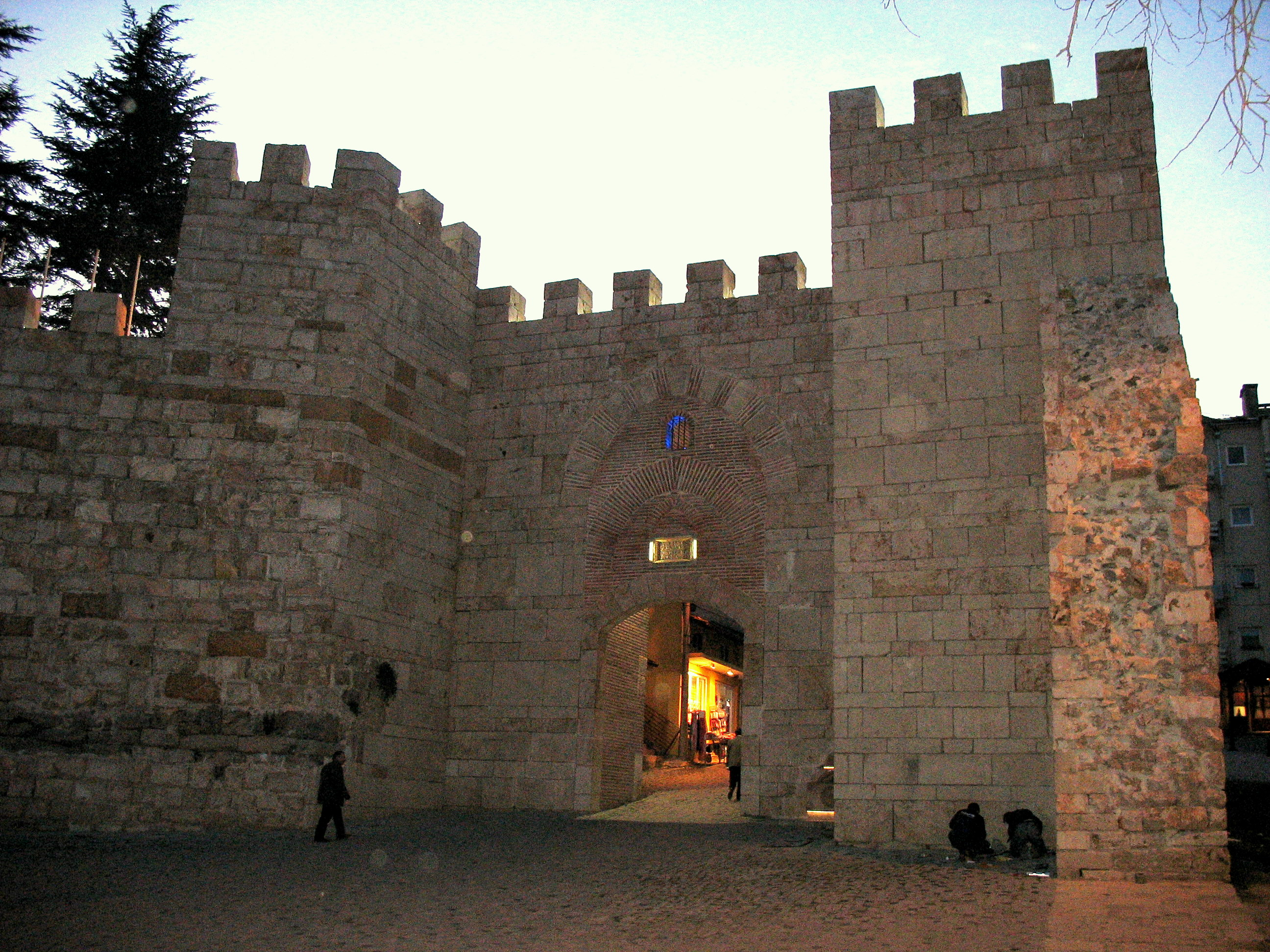
Château ottoman de Brousse.

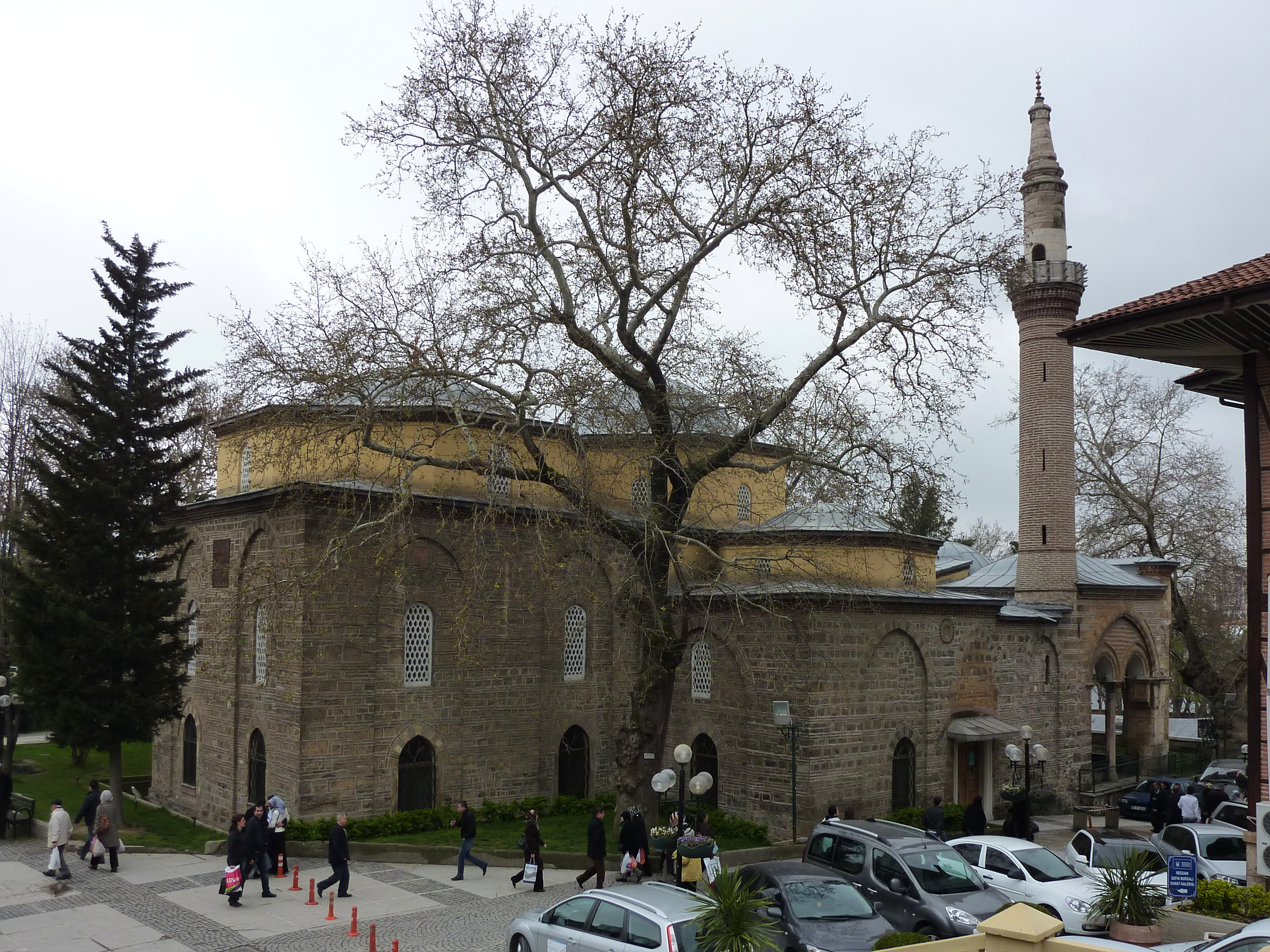
Mosquée d'Orhan.

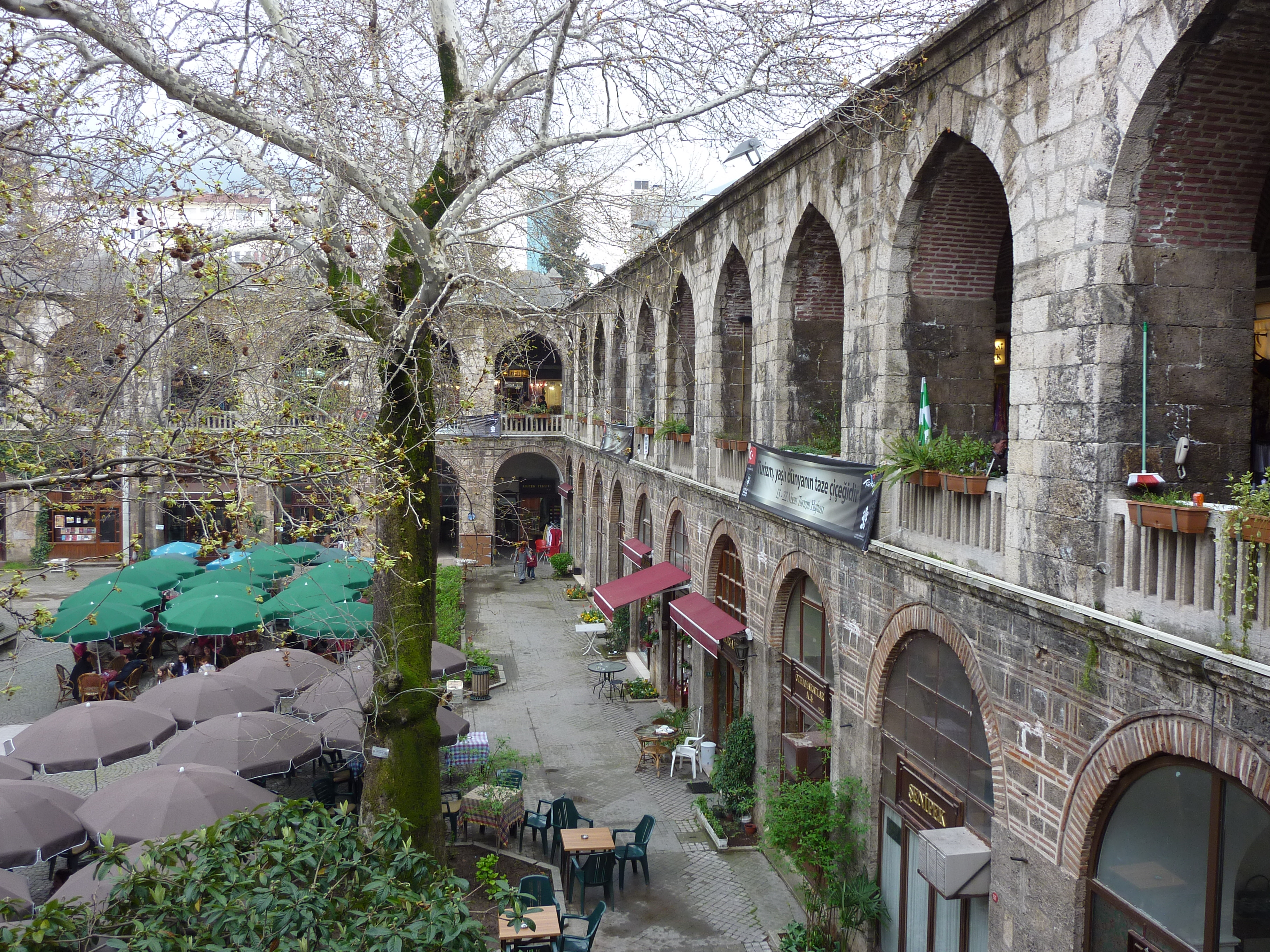
Bazar de la soie (Koza Han)

Comme la majeure partie du pays, Bursa est située sur une faille sismique. Partiellement détruite par des tremblements de terre mêlés à des incendies importants, elle fut reconstruite à chaque fois, notamment après les deux séismes de 1855 et 1905. Après celui de 1855, qui détruisit presque toute la ville, c'est à l'architecte français Léon Parvillée que le gouvernement ottoman fit appel pour restaurer les monuments endommagés. Quant aux habitations, peu d'entre elles antérieures à ces catastrophes sont encore debout.

### Fin de l'époque ottomane
À l'époque des tanzimats, l'Empire ottoman entreprend de grandes réformes afin de se moderniser : la province ottomane de Hüdavendigâr, dont Bursa est la capitale,, est l'une des premières après Istanbul où des plans urbanistiques modernes sont mis en œuvre. En 1864, la province devient le vilayet de Hüdavendigâr.
Ahmed Vefik Pacha, envoyé à Brousse en tant qu'inspecteur régional des provinces de l'ouest de l'Anatolie (Anadolu sağ kol ciheti müfettişi) entre mars 1863 et septembre 1864, s'attelle à la mise en œuvre des réformes.
Homme de lettres et diplomate, ancien ambassadeur à Téhéran de 1851 à 1854) et à Paris de 1860 à 1861, il avait déjà œuvré à Constantinople, en tant que ministre des evkâf (Evkaf Nezareti), à la restauration de la mosquée de Soliman en 1861. Passionné de théâtre (il traduit Molière en turc), il fait construire à Brousse un des premiers théâtres de l'empire hors de la capitale,.
Le premier plan d'urbanisme moderne, confié à Karl Lörcher en 1924, n'a jamais été mis en application,.
Dans ses carnets de voyage, Edmond Dutemple affirme que les aristocraties grecque et arménienne y résident en villégiature.
À la fin de la guerre d'indépendance turque, Mustafa Kemal Atatürk séjourne à Bursa avec son gouvernement et son état-major pour superviser les dernières opérations de la guerre contre la Grèce et les négociations avec les puissances occidentales. C'est à Bursa qu'il décide l'abolition du califat.

### Bursa à l'époque contemporaine
En 1991, la ville reçoit le Prix de l'Europe.

## Organisation de la ville

### Administration
Bursa est la préfecture (valilik) de la province (il) du même nom et regroupe dix-sept districts (ilçeler, en turc) dont trois qui forment la métropole de Bursa et quatorze districts ruraux. Le district principal est Osmangazi où se trouve la plupart des monuments historiques.

## Transports et communications

### Infrastructures routières
La ville se situe à la jonction de plusieurs routes importantes. Elle est notamment reliée à Istanbul (240 km) par les autoroutes E 881 et E 80 via Kocaeli, à Izmir par la E 881 et à Ankara (385 km) par la E 90.

### Transports urbains

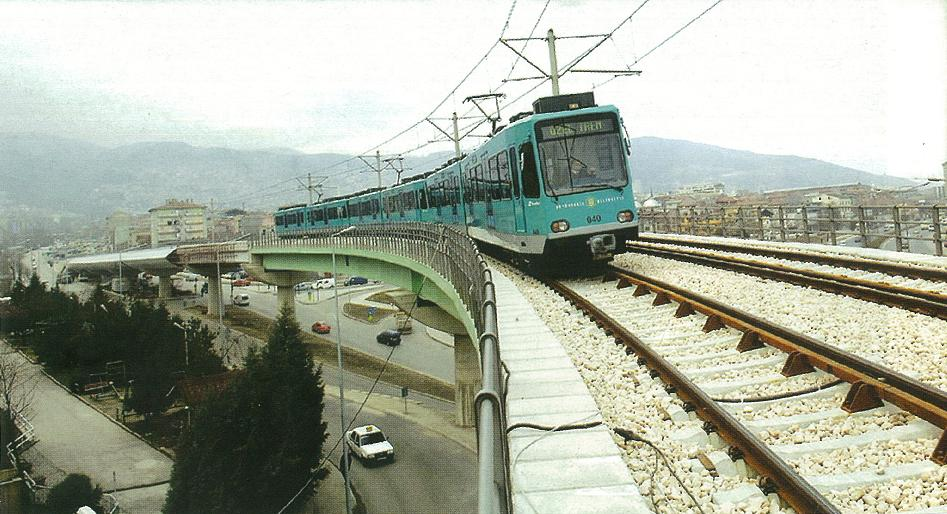
Le Bursaray, système de métro léger.

#### Métro
Bursa possède deux lignes de métro léger, le Bursaray, inaugurées en 2000. Une extension de 6,7 km est en cours de réalisation, en partie financée par la Banque européenne d'investissement. À terme, le réseau devrait cumuler 50 km de lignes.
En 2012, la ville de Bursa achète 44 rames type T d'occasion au métro de Rotterdam.

### Desserte ferroviaire

Le réseau ferroviaire turc en service et en projet

La ville est reliée à Ankara, Istanbul et Izmir par le train.
Un projet de construction d'une ligne à grande vitesse devrait relier la ville à Osmaneli, sur la ligne Istanbul-Ankara, partiellement en service, après une première ligne Ankara-Konya dont la construction a démarré en 2006.

### Communications extérieures
La ville est desservie par un aéroport (code AITA : BTZ).

## Cadre de vie

### Enseignement

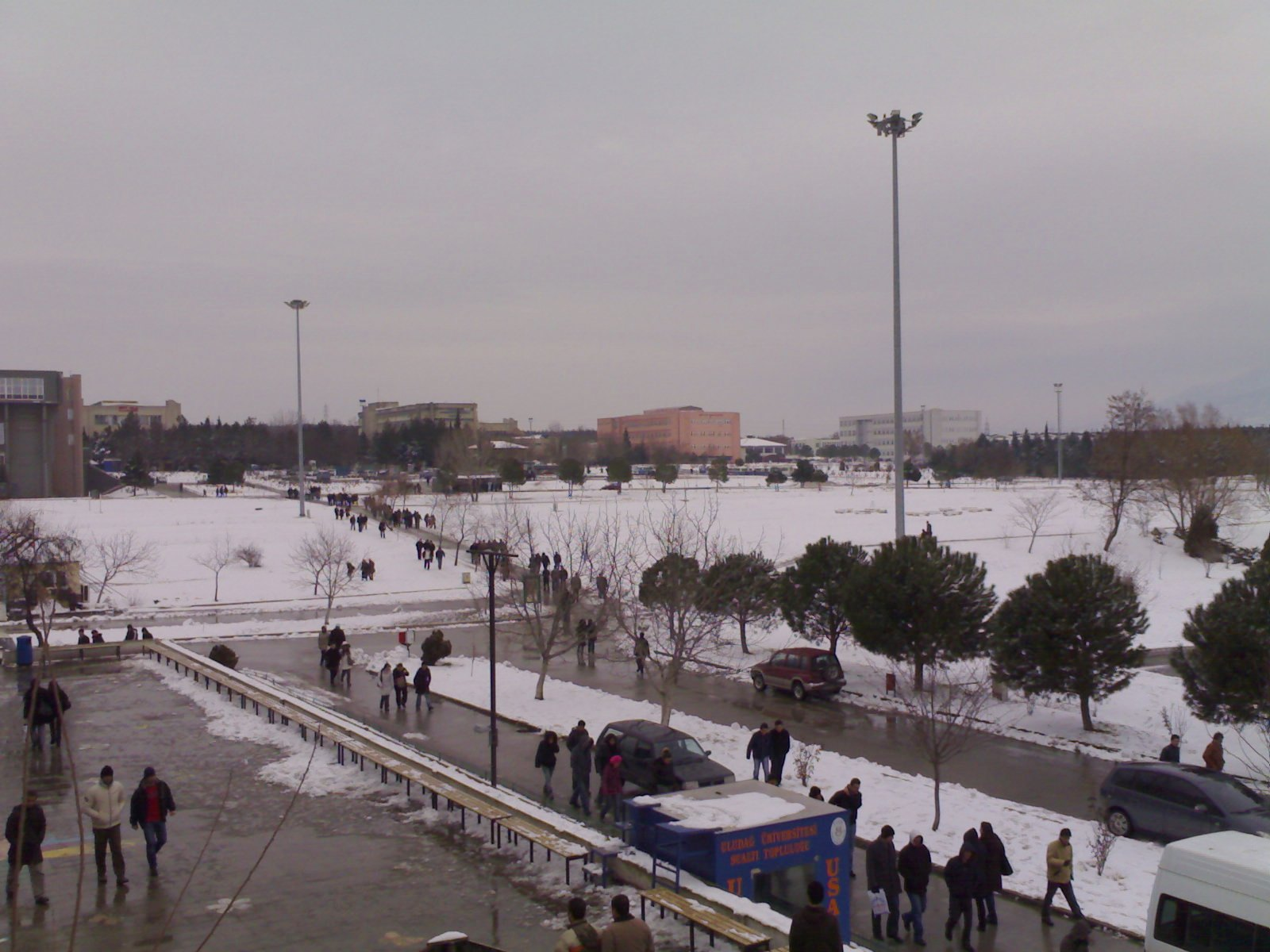
Université Uludağ

L'Université Uludağ (Uludağ Üniversitesi, en turc) est située à Bursa et demeure l'une des universités les plus en vue dans le pays, notamment dans la région proche de la mer de Marmara. Fondée en 1975, elle est d'abord connue sous le nom d'« université de Bursa » puis rebaptisée « université Uludağ » en 1982. Durant l'année 2005-2006, l'université accueille 47 000 étudiants.

### Média
TV : Olay TV, ASTV, Line TV, Bursa TV, Köy TV, Bursaspor TV, Kanal 16 (İnegöl), Süper Kanal TV (İnegöl).

### Sports et loisirs
En septembre 1993, la ville a organisé les 30es championnats d'Europe de boxe amateur.

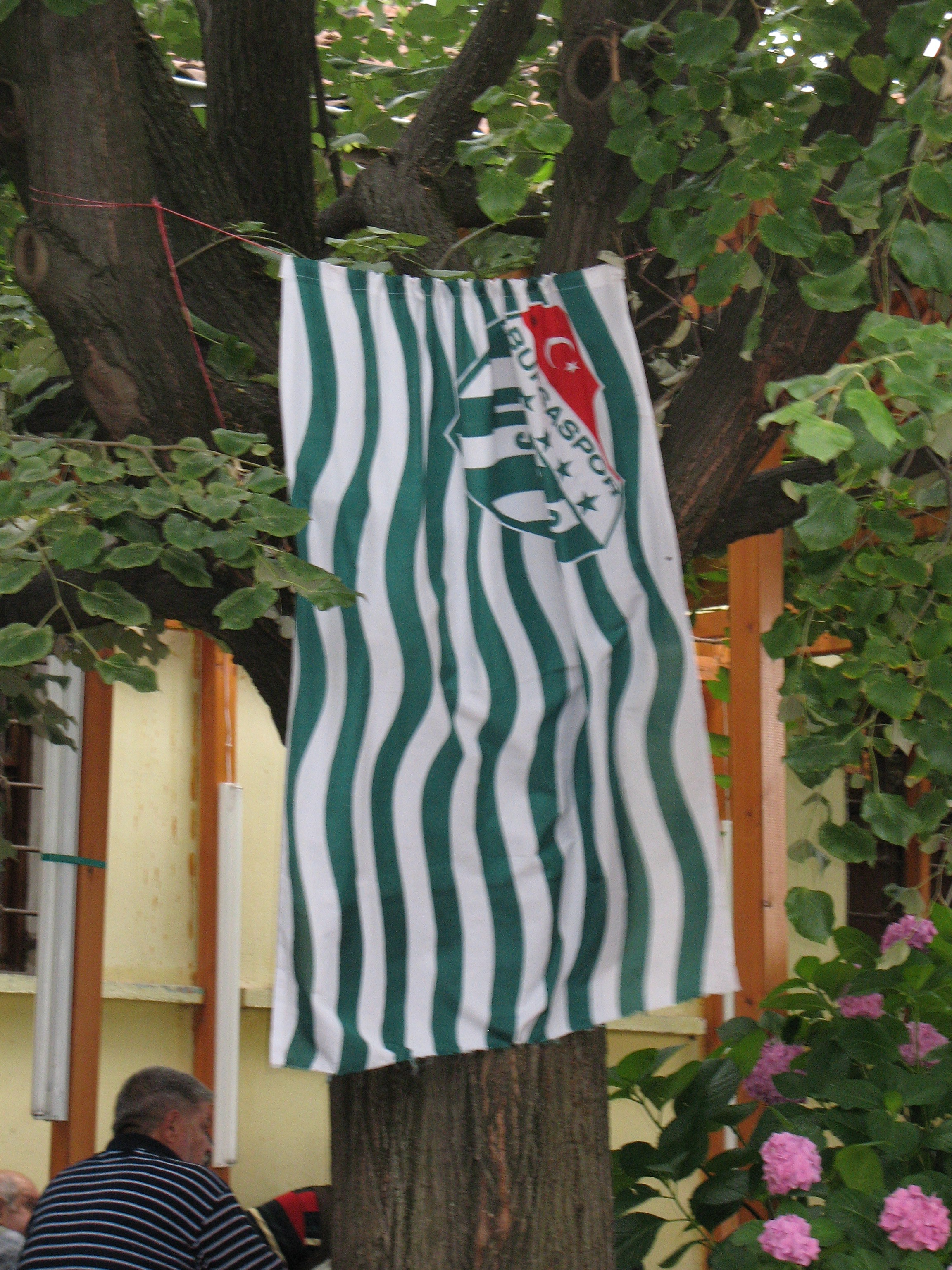
Un drapeau du Bursaspor.

La ville possède son équipe professionnelle de football, le Bursaspor, évoluant dans le championnat élite. Ses joueurs, surnommés les « Alligators Verts » (Yeşil Timsahlar, en turc) en raison de leur maillot vert[réf. nécessaire], jouent au Stade Atatürk de Bursa.
Pour la première fois de son histoire, le club de football a été champion de Turquie en 2009-2010, rejoignant le club très fermé (au nombre de quatre jusqu'alors) des vainqueurs du championnat turc.
La ville a été candidate pour l'organisation des Jeux olympiques d'hiver de 2018, jeux qui auraient eu lieu dans le massif de l'Uludağ[réf. nécessaire].
Elle a organisé, en janvier 2010, le Championnat du monde d'échecs par équipes

## Économie

### Industrie
La région de Bursa est, avec Istanbul, Izmir et Adana, une des premières du pays à concentrer des implantations industrielles. En 1932 Bursa concentrait 8 % des industries turques.
En 1848, un gisement de chrome découvert à Bursa en lance l'exploitation. La Turquie en devient vite un grand exploitant, et en 1935 le pays représentait 40 % de la production mondiale.
En 1990, l'industrie à Bursa employait 163 290 personnes, soit 6 % de la main-d’œuvre nationale.
Bursa est à la pointe de la production automobile turque. Depuis plusieurs dizaines d'années, Fiat y possède l'usine Tofaş et Renault d'importantes chaines de montage, au sein d'Oyak-Renault. Elle est également connue pour sa production textile et son industrie agroalimentaire dont la production de conserves. Elle accueille également la production d'importants groupes mondiaux comme Coca-Cola et Pepsi.
Traditionnellement, la ville est connue pour ses environs fertiles et ses activités agricoles bien qu'en déclin et progressivement repoussées par l'industrialisation galopante[réf. nécessaire].

### Tourisme
Bursa est également une importante destination touristique : domaine skiable du massif du mont Uludağ et thermalisme remontent à l'époque romaine.

## Jumelages
- Darmstadt (Allemagne) depuis 1971[29]
- Sarajevo (Bosnie-Herzégovine) depuis 1972
- Multan (Pakistan) depuis 1975
- Oulu (Finlande) depuis 1979[30]
- Tiffin (Ohio) (États-Unis) depuis 1983
- Kairouan (Tunisie) depuis 1987
- Denizli (ville) (Turquie) depuis 1988
- Nicosie (Chypre) depuis 1990
- Anshan (Chine) depuis 1991
- Bitola (Macédoine) depuis 1996
- Ceadîr Lunga (en) (Moldavie) depuis 1997
- Kyzylorda (Kazakhstan) depuis 1997
- Mascara (Algérie) depuis 1998
- Kulmbach (Allemagne) depuis 1998
- Pleven (Bulgarie) depuis 1998
- Plovdiv (Bulgarie) depuis 1998
- Sofia (Bulgarie) depuis 1998
- Tirana (Albanie) depuis 1998
- Košice (Slovaquie) depuis 2000
- Vinnytsia (Ukraine) depuis 2004
- Bakhtchyssaraï (Ukraine) depuis 2010
- Mykolaïv (Ukraine)
- Pristina (Kosovo) depuis 2010[31]
- Büyükorhan (Turquie) depuis 2010
- Kınık (Turquie) depuis 2010
- Antakya (Turquie) depuis 2010

## Culture et patrimoine

### Architecture
La ville compte plus de 300 monuments.
Un grand nombre de mosquées couvrent la ville, notamment la « mosquée verte » (Yeşil Cami, en turc), la mosquée d'Orhan, la mosquée de Mourad II (en), la mosquée Emir Sultan et la grande mosquée. La ville possède également d'importants musées : musée archéologique, musée de la ville, musée d'Atatürk, musée d'art islamique, musée d'Iznik. Parmi les autres sites notables figurent le village de Cumalıkızık, le bazar Yıldırım, l'enceinte fortifiée de la ville, ses sources chaudes (Çekirge, Armutlu, Oylat et Gemlik) et ses plages (Armutlu, Kumla, Kurşunlu et Mudanya) ainsi que le parc national du mont Uludağ.

Vue panoramique du centre-ville.

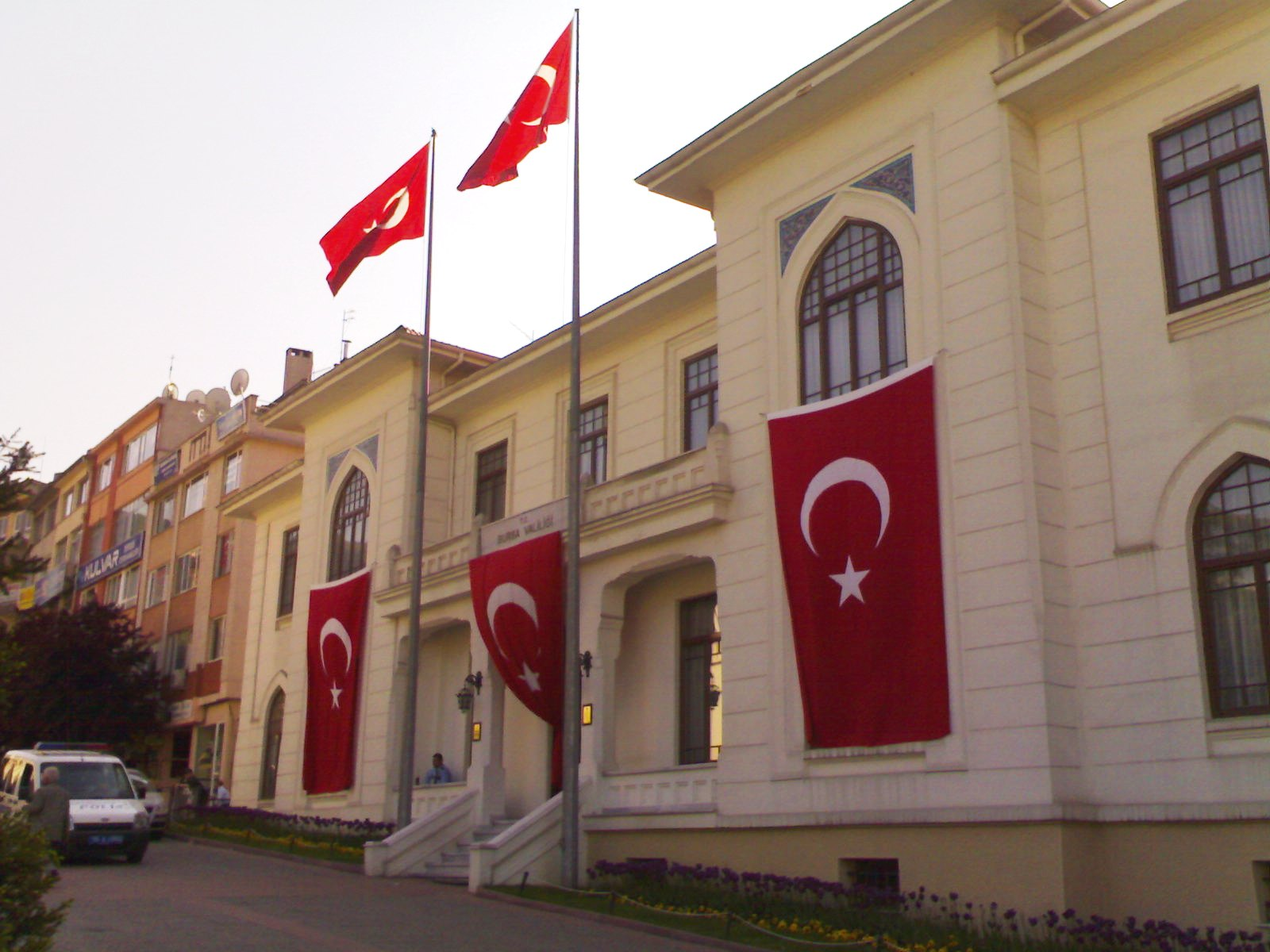
Hôtel de ville.
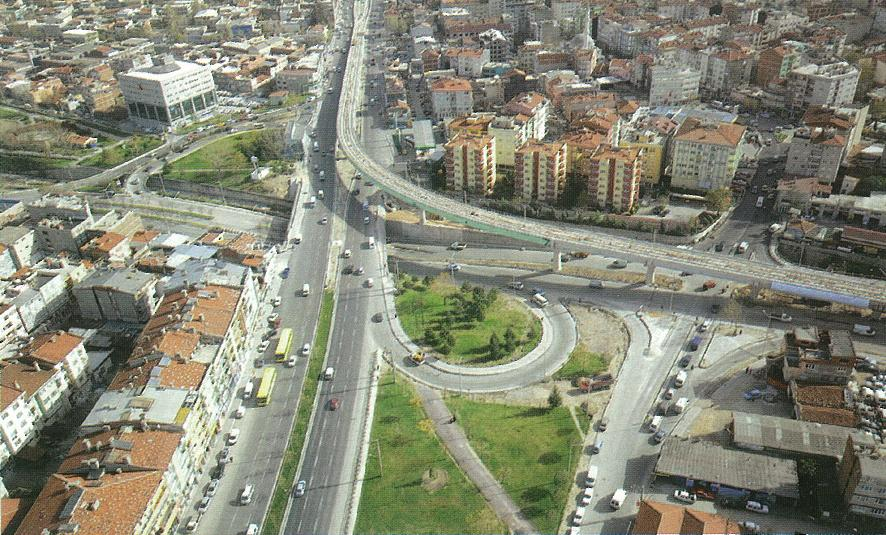
Vue aérienne.
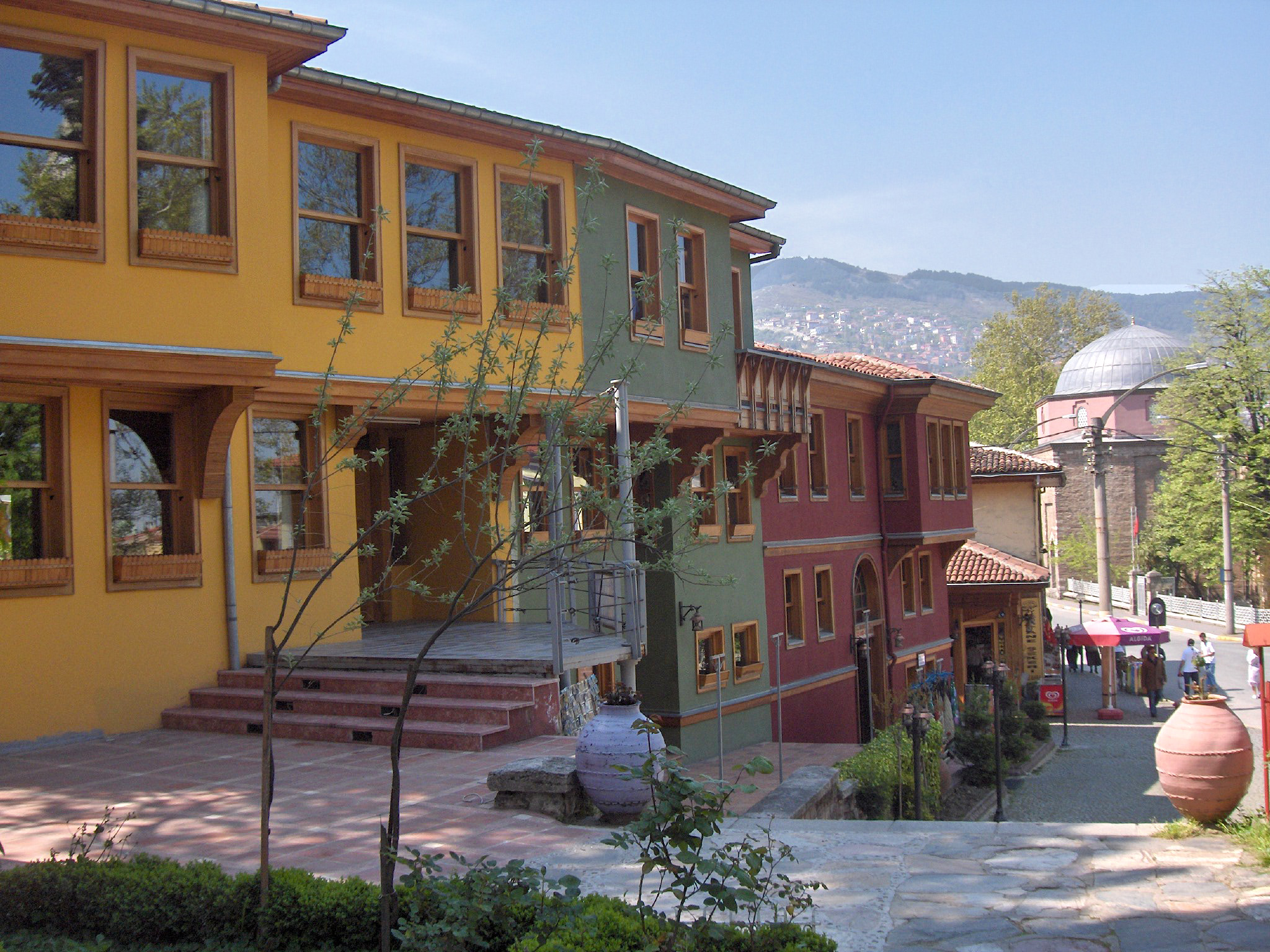
Cumhuriyet caddesi, « Avenue de la République ».
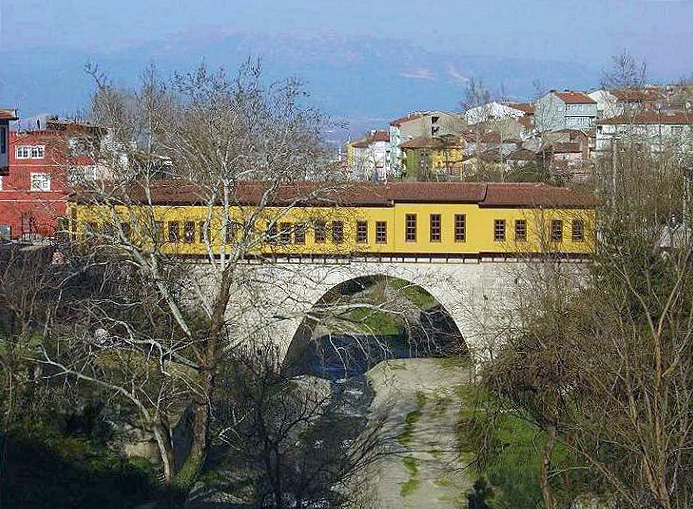
Pont Irgandi.
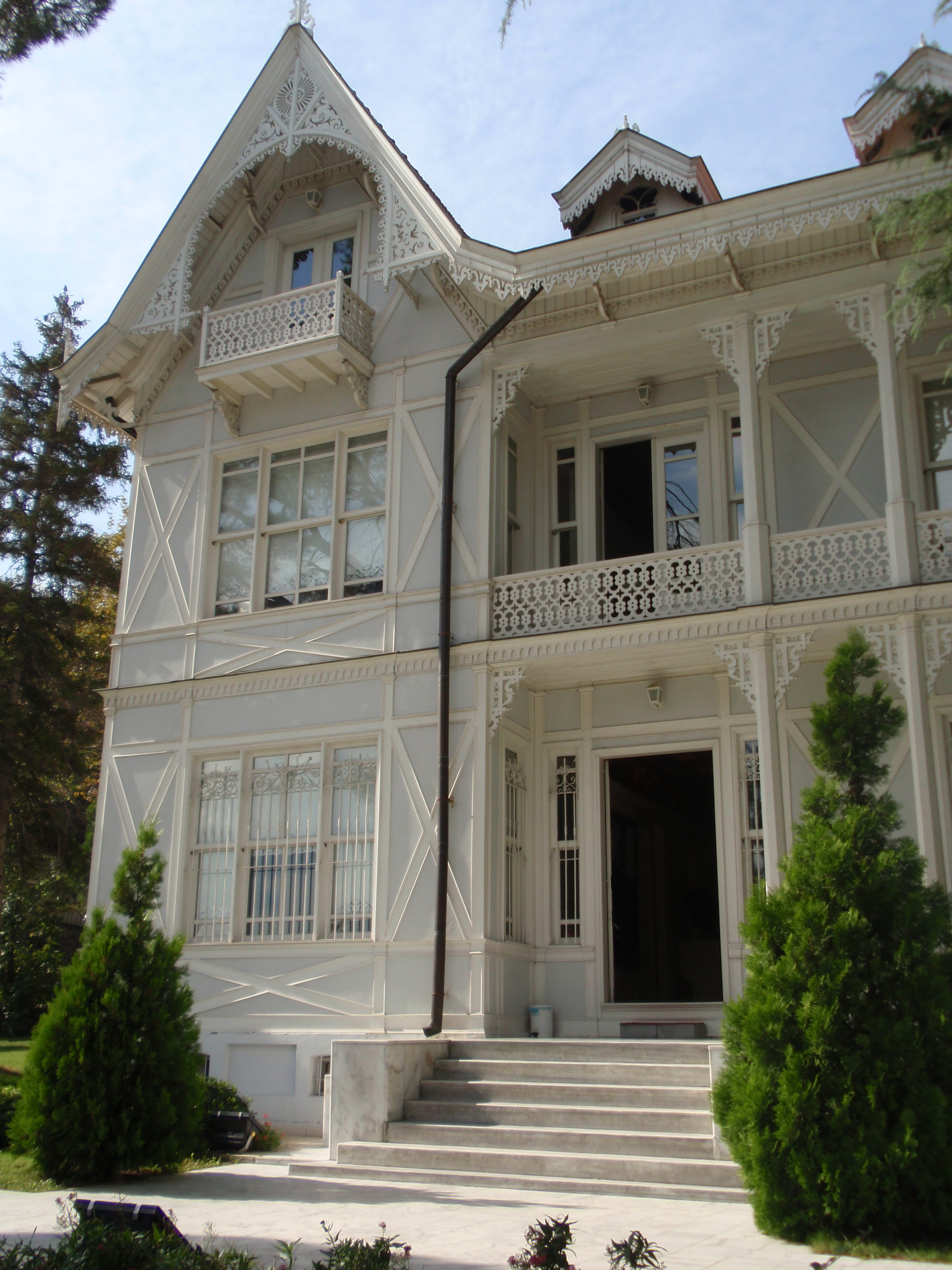
Musée Atatürk.
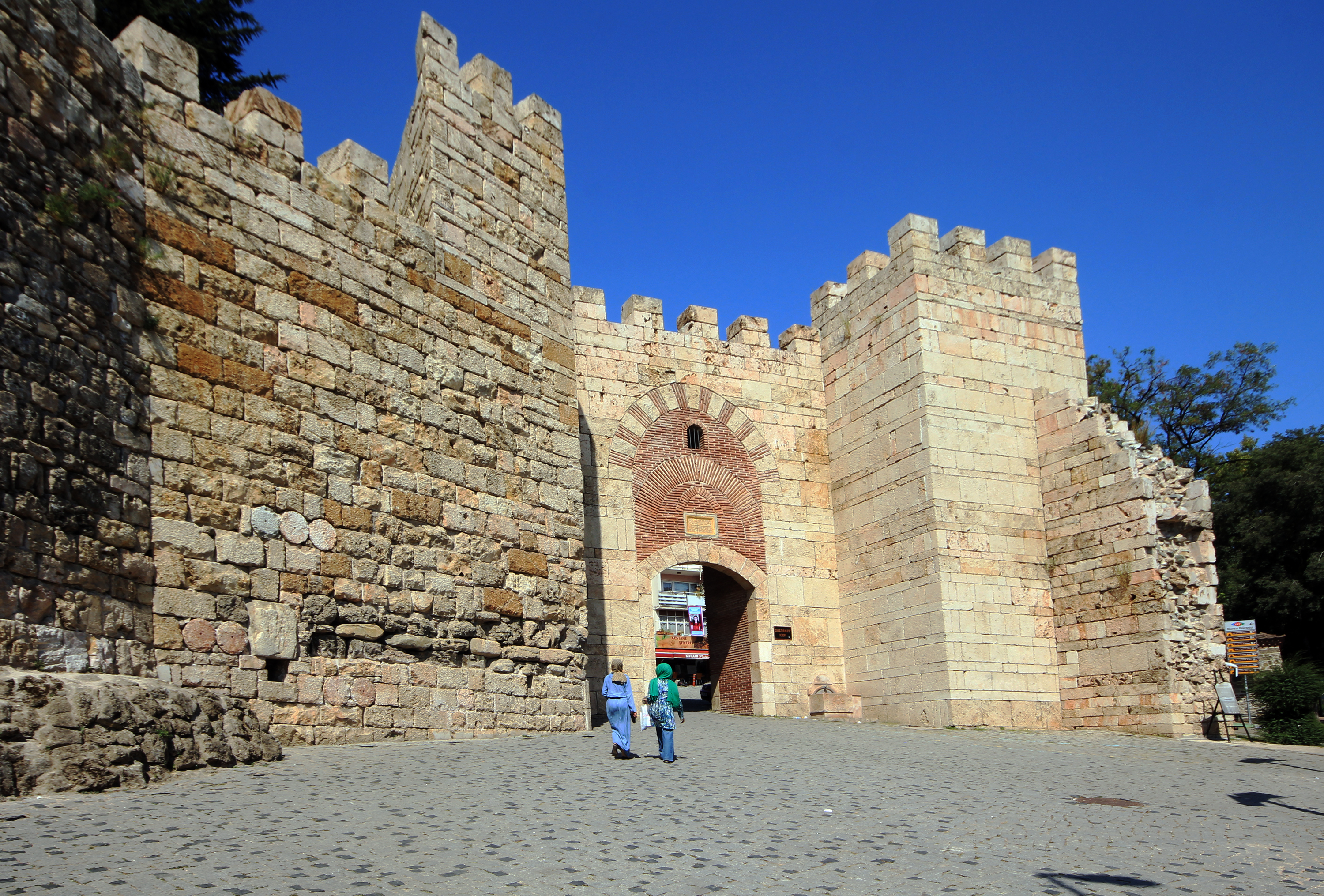
Château ottoman de Brousse.
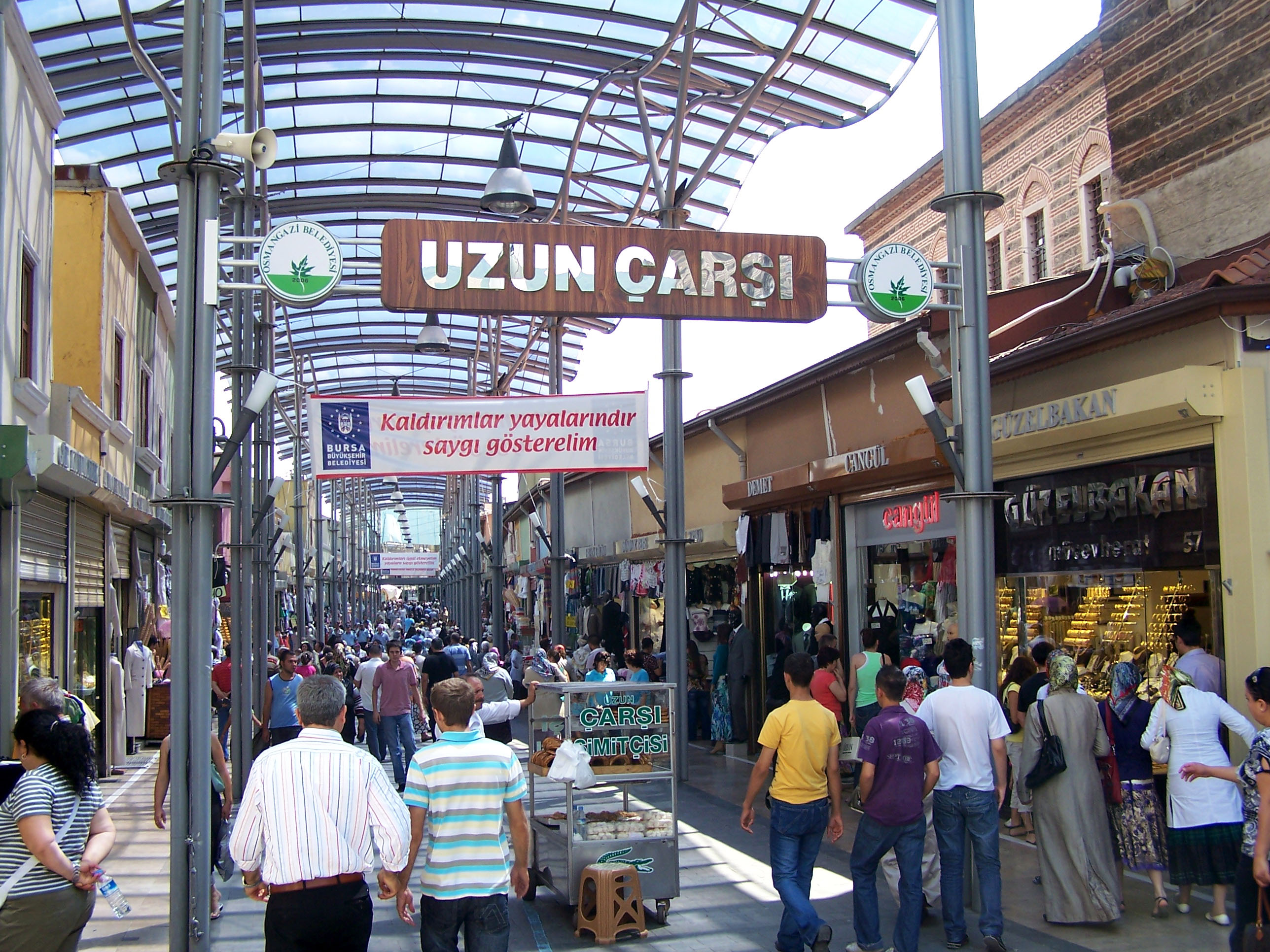
Bursa uzun çarşı, « Long marché ».
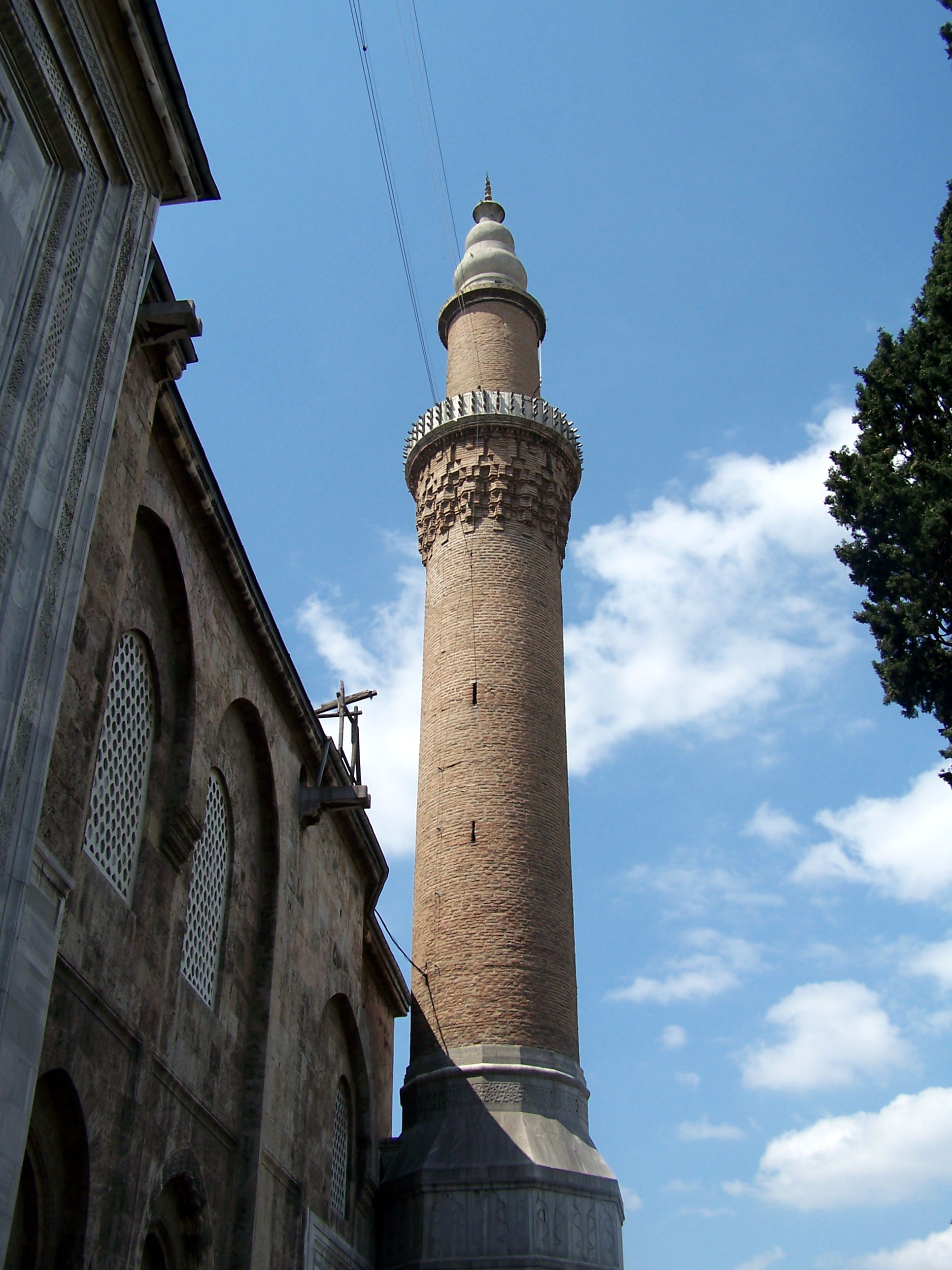
Minaret de la Grande mosquée.
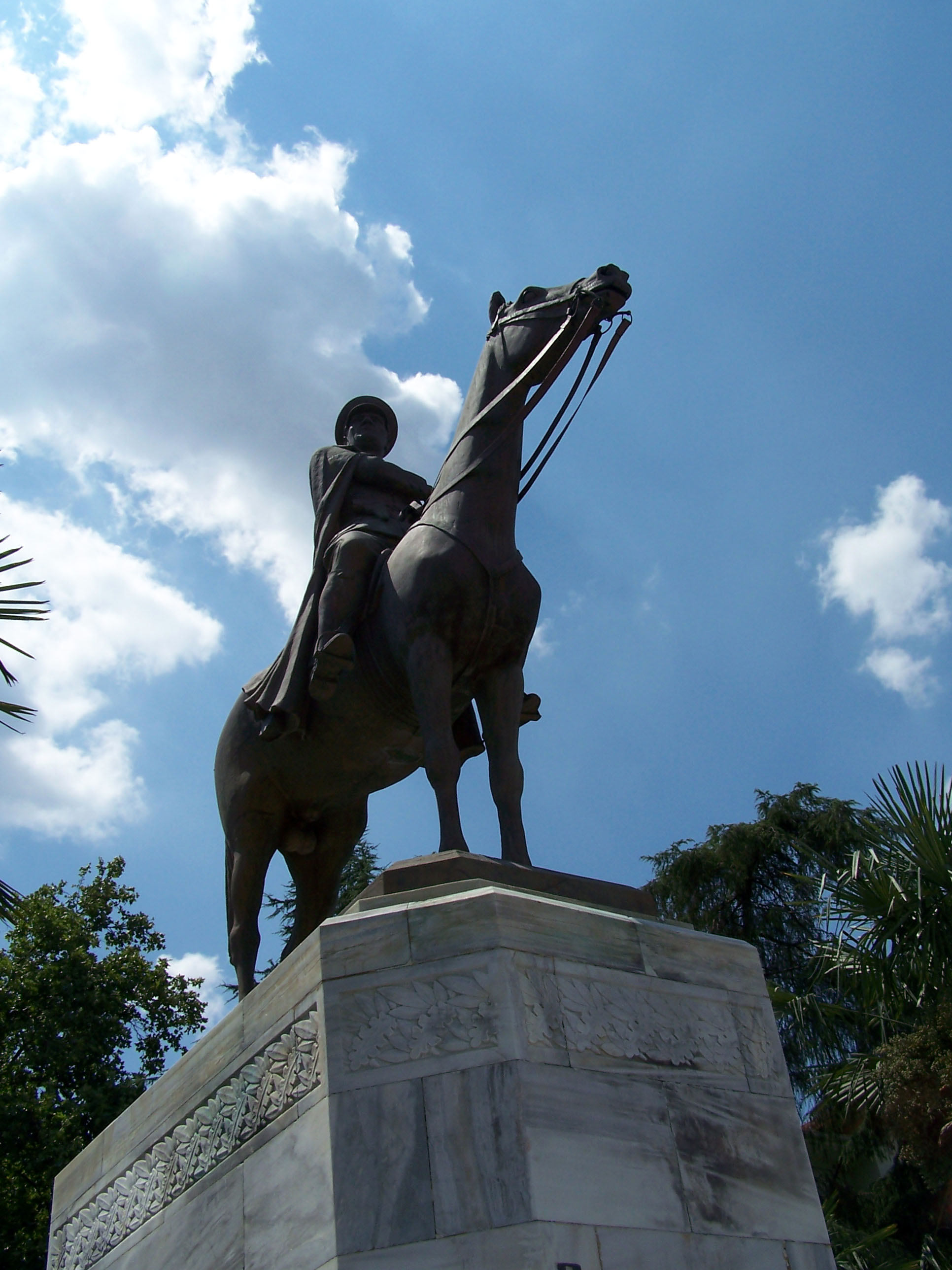
Statue d'Atatürk dans le centre-ville.
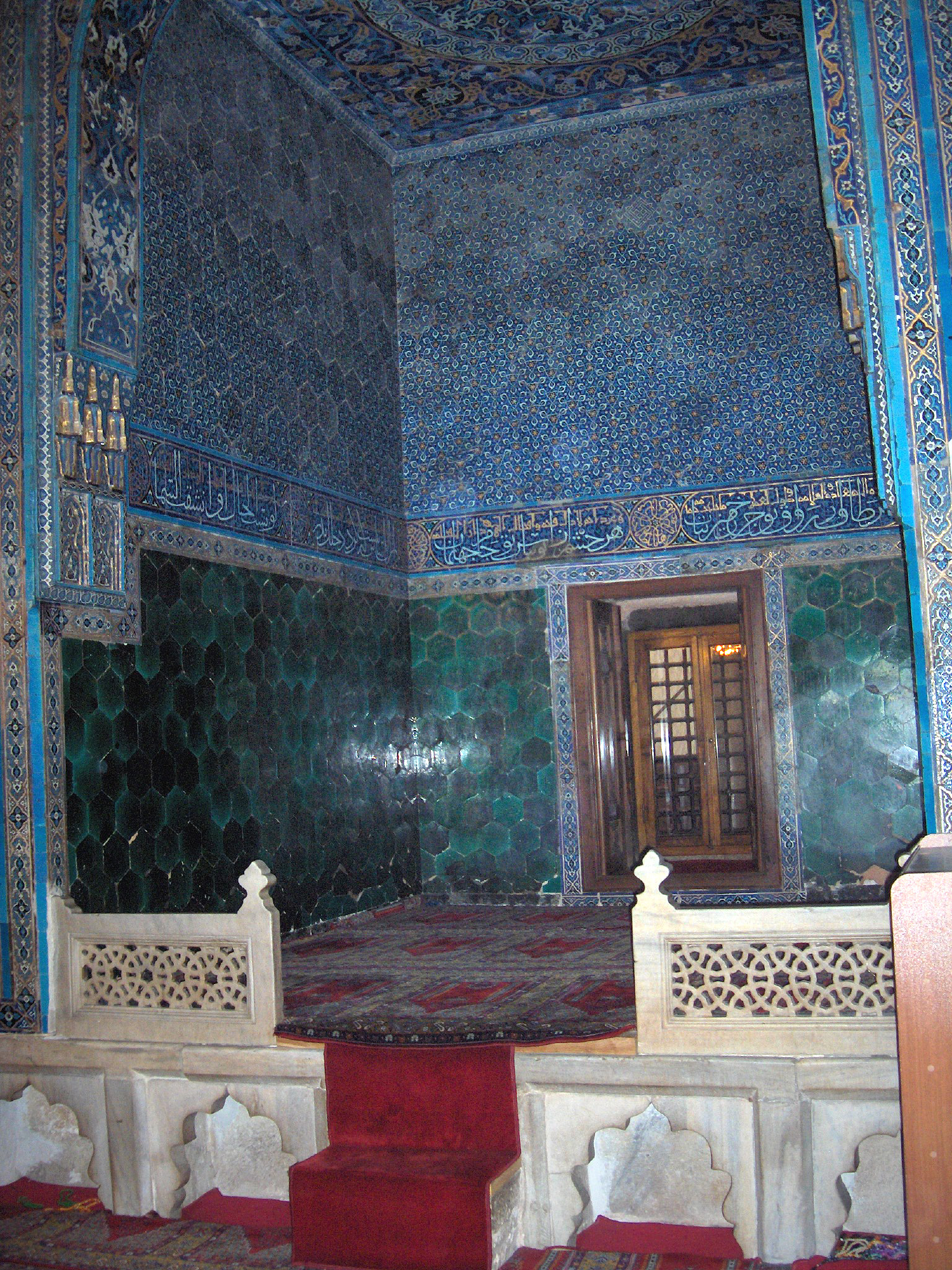
Intérieur de la « mosquée verte ».
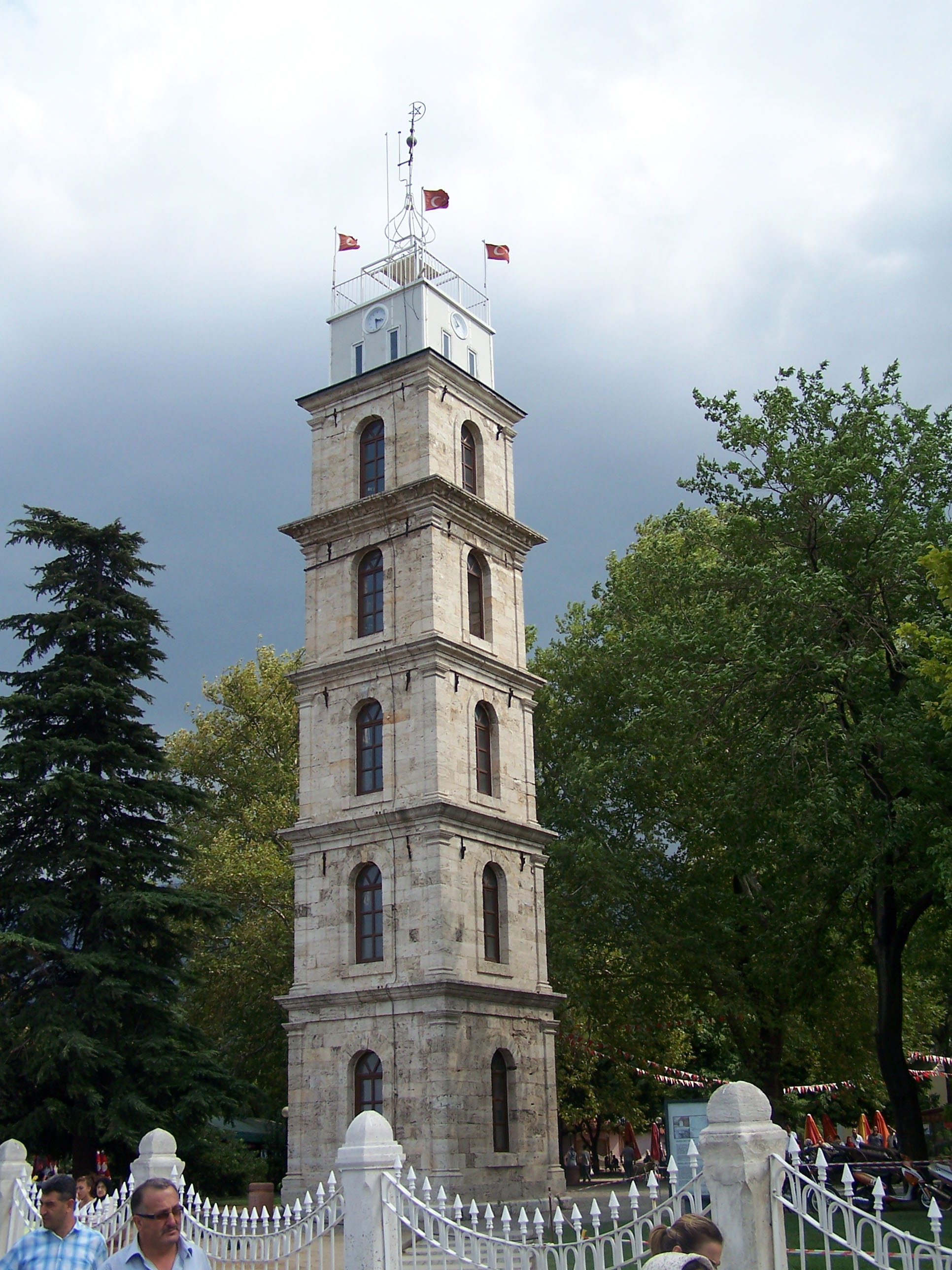
Tour de l'Horloge dans le quartier de Tophane.
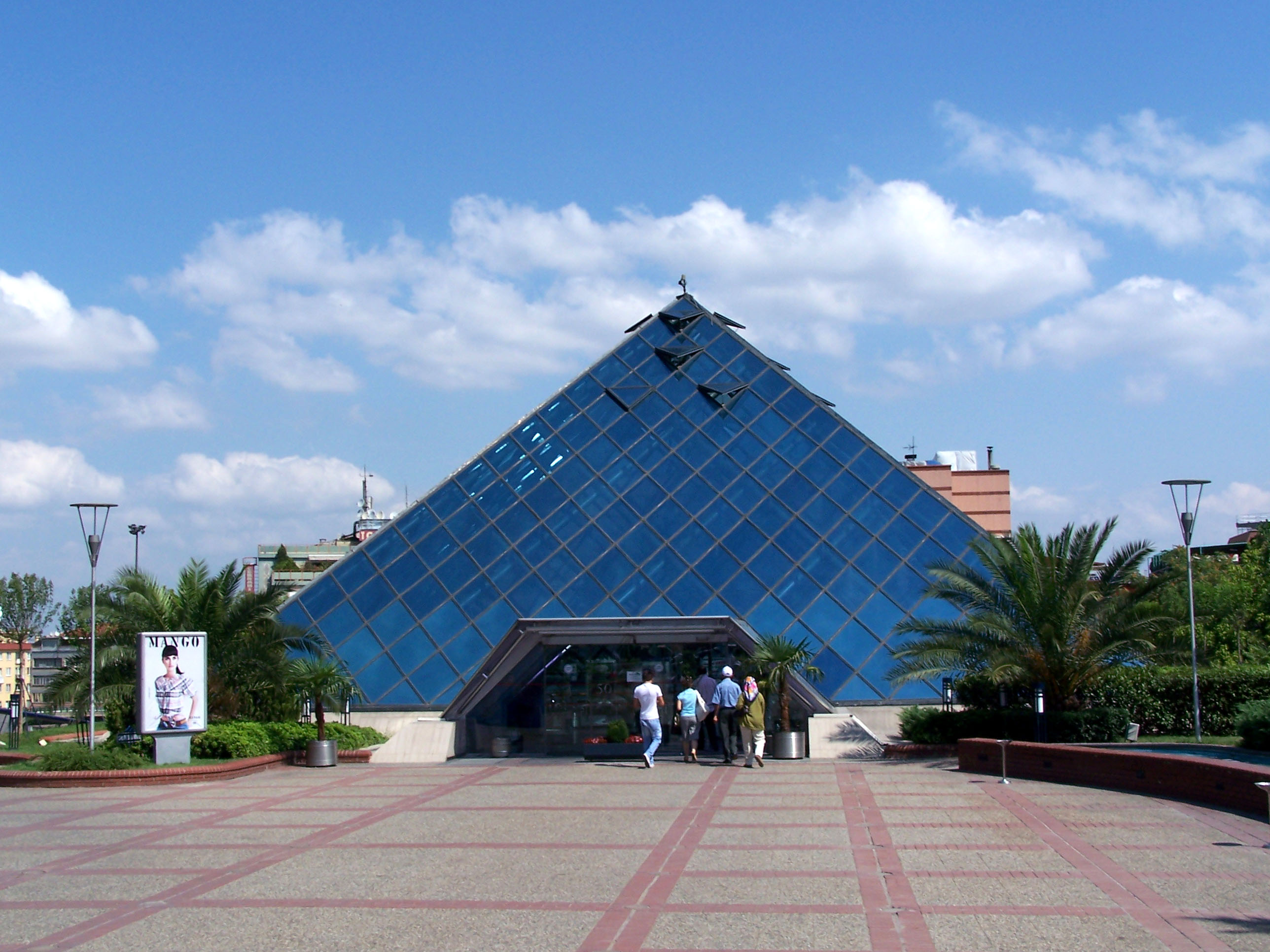
Centre commercial de la Place Zafer.
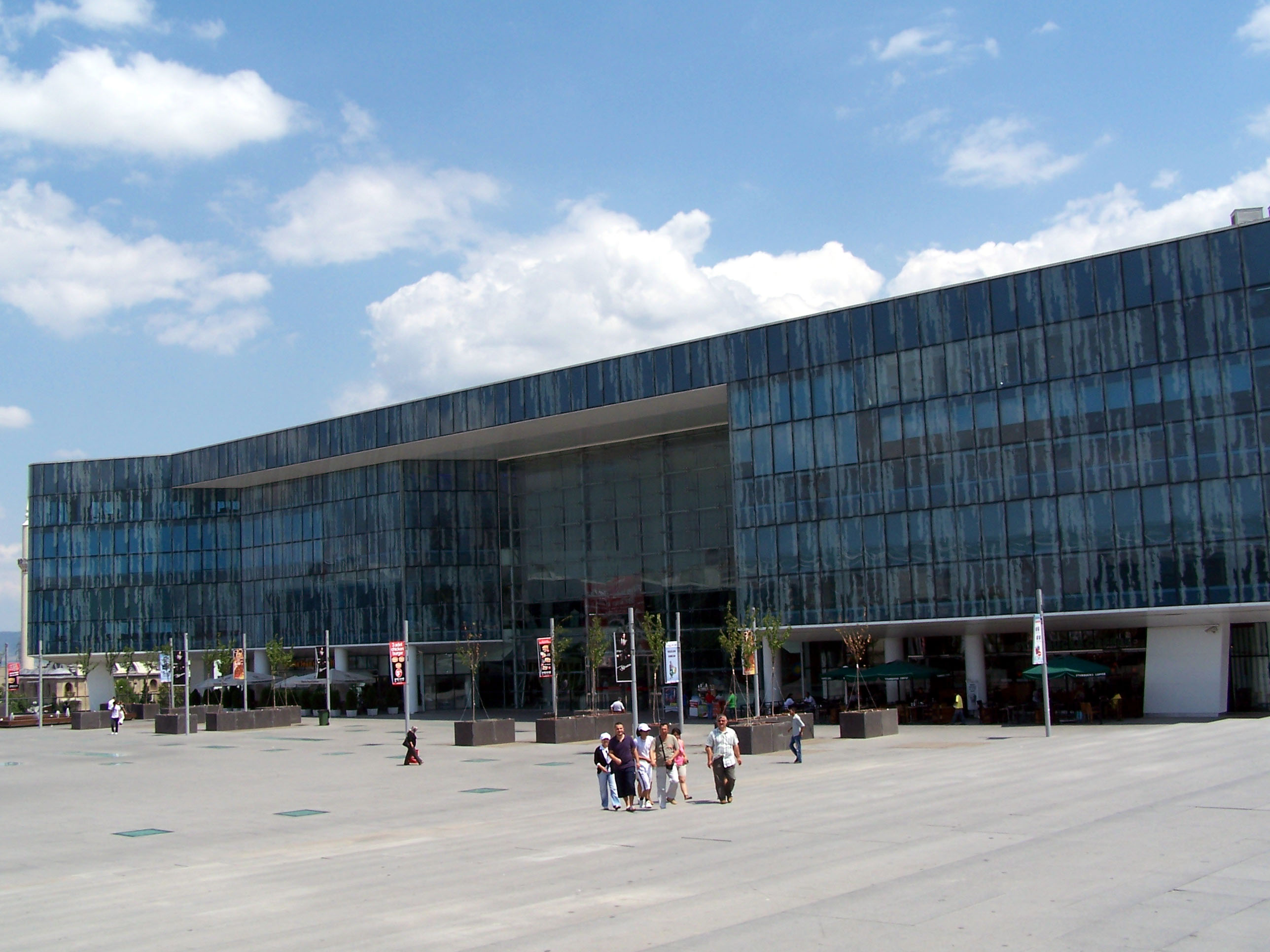
Jardin et centre commercial.

### Culture populaire
La ville est souvent évoquée dans les chansons « rebétika » comme l'endroit où l'on trouve le meilleur haschich[réf. à confirmer].

### Gastronomie
L'Iskender kebap est une spécialité culinaire de Bursa à base de viande grillée, mise au point au XIXe siècle.
Au rang des spécialités, on peut également citer :
- Le dessert de Kemal Paşa (Kemalpaşa tatlısı), sorte de gulab jamun ;
- Le marron glacé (kestane şekeri)
- Le fromage de Mihaliç (Mihaliç peyniri), fromage de lait de brebis[réf. nécessaire].

## Personnalités nées à Bursa
- Liste de personnalités en lien avec Bursa (en)

## Galerie de photos

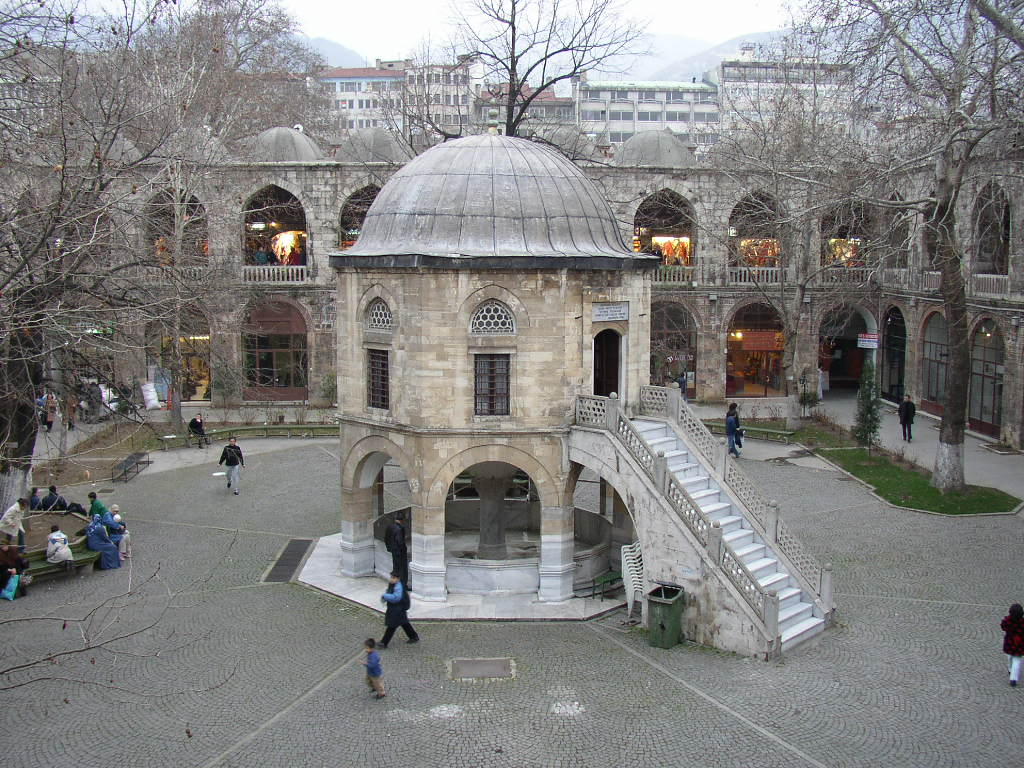
Petite mosquée du bazar de Bursa.
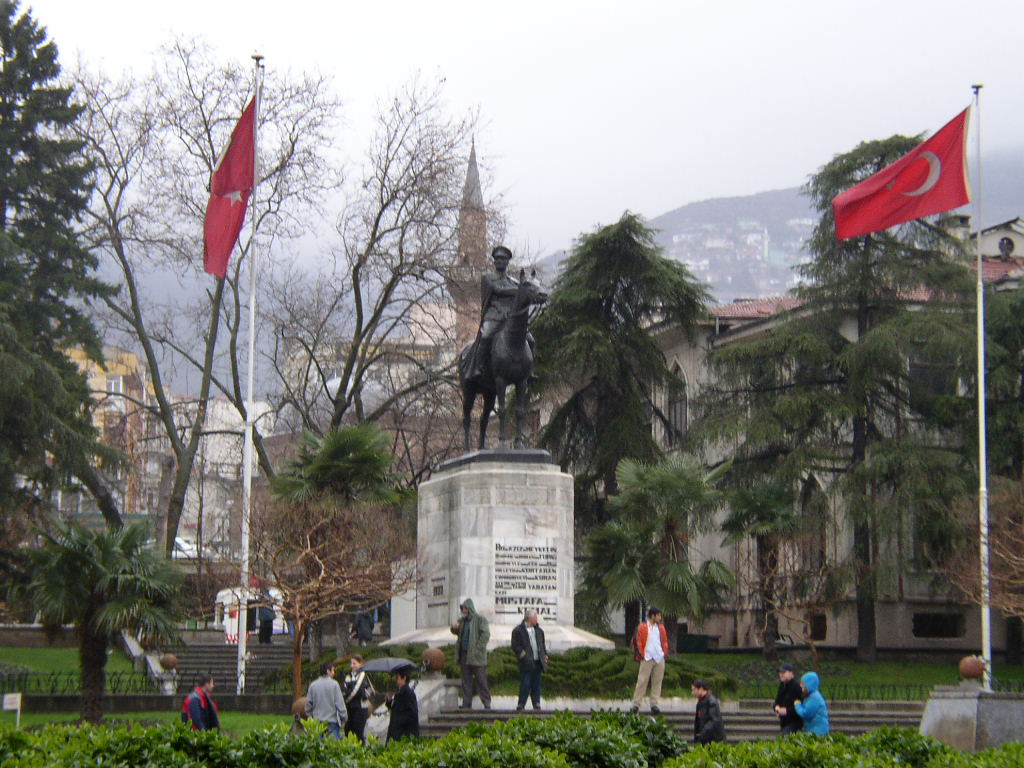
Monument à Ataturk.
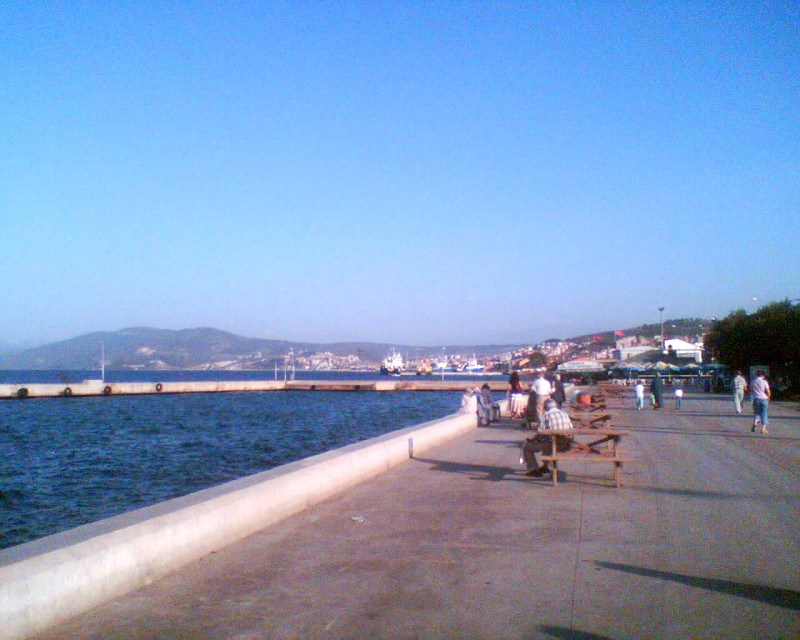
Mudanya.
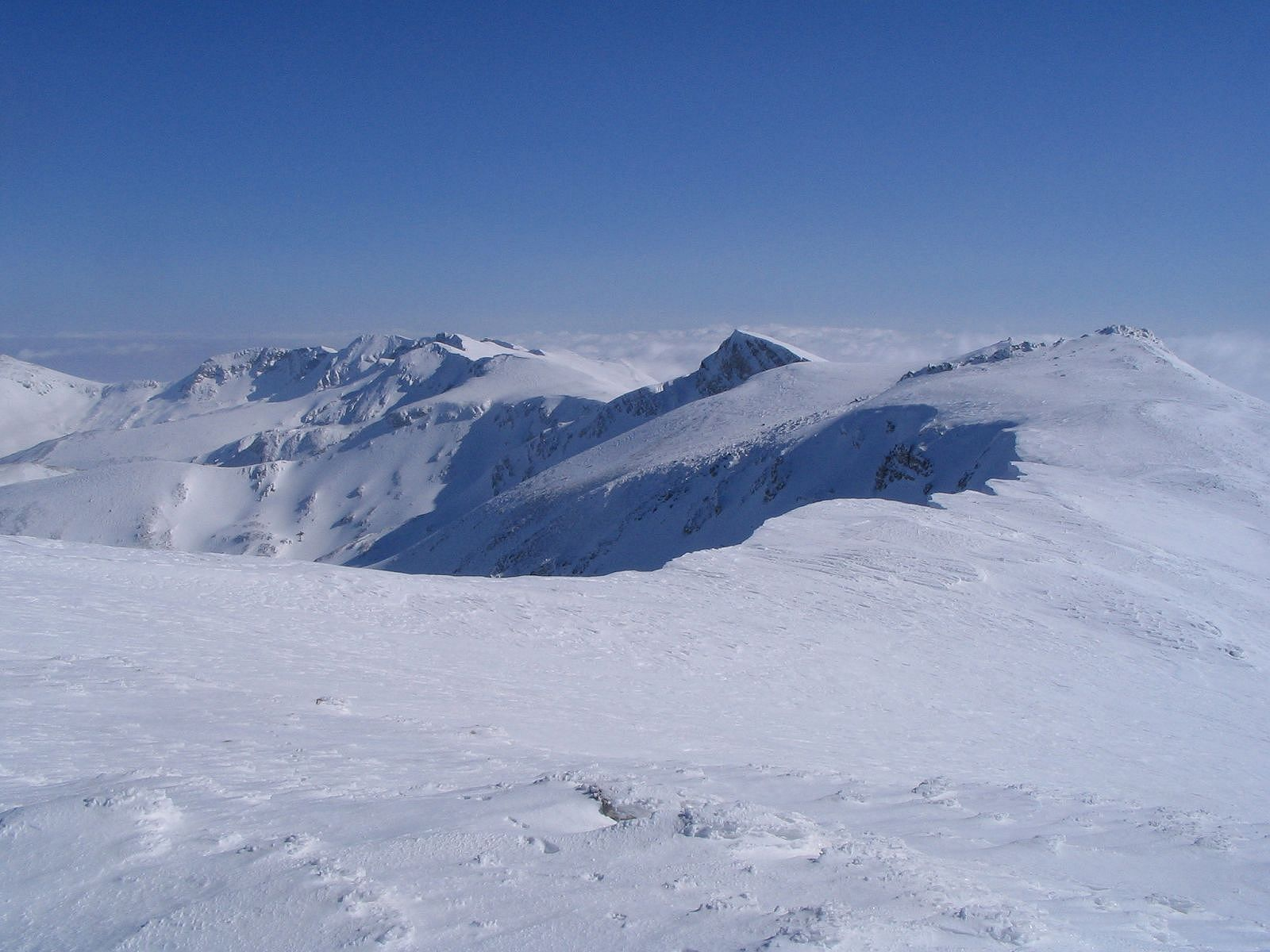
Uludağ, une destination courue pour les skieurs.
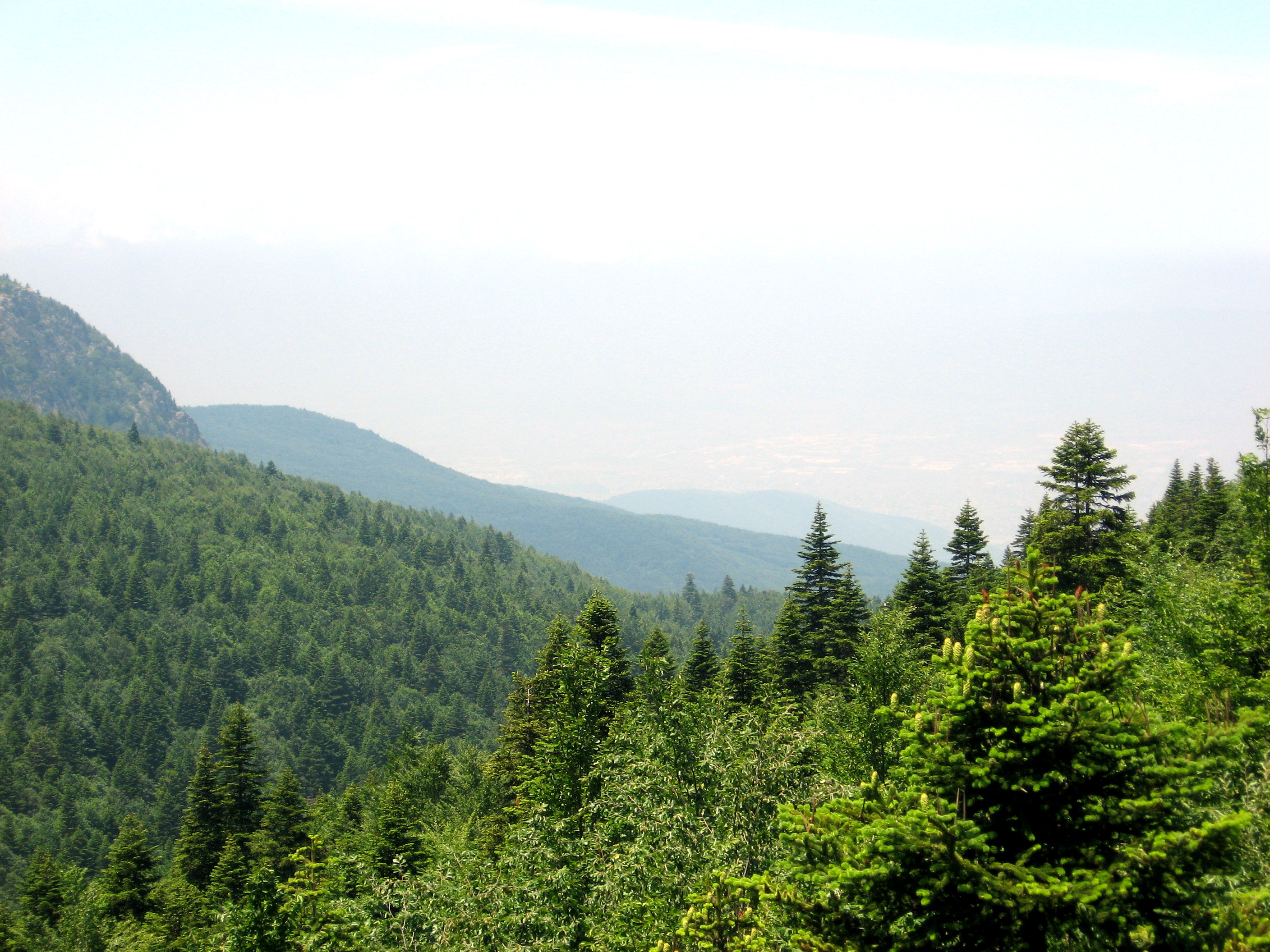
Uludağ en été.
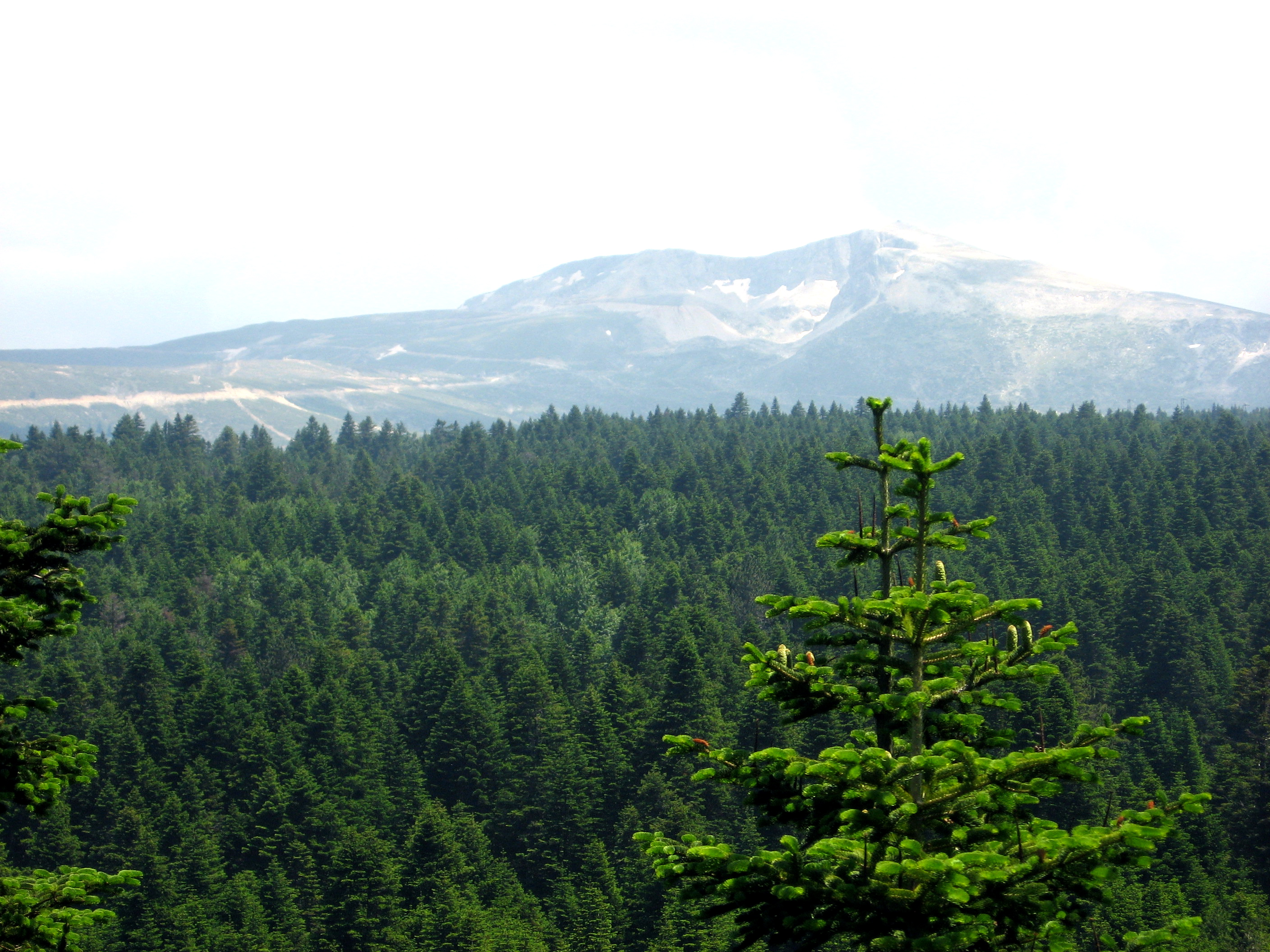
Uludağ.
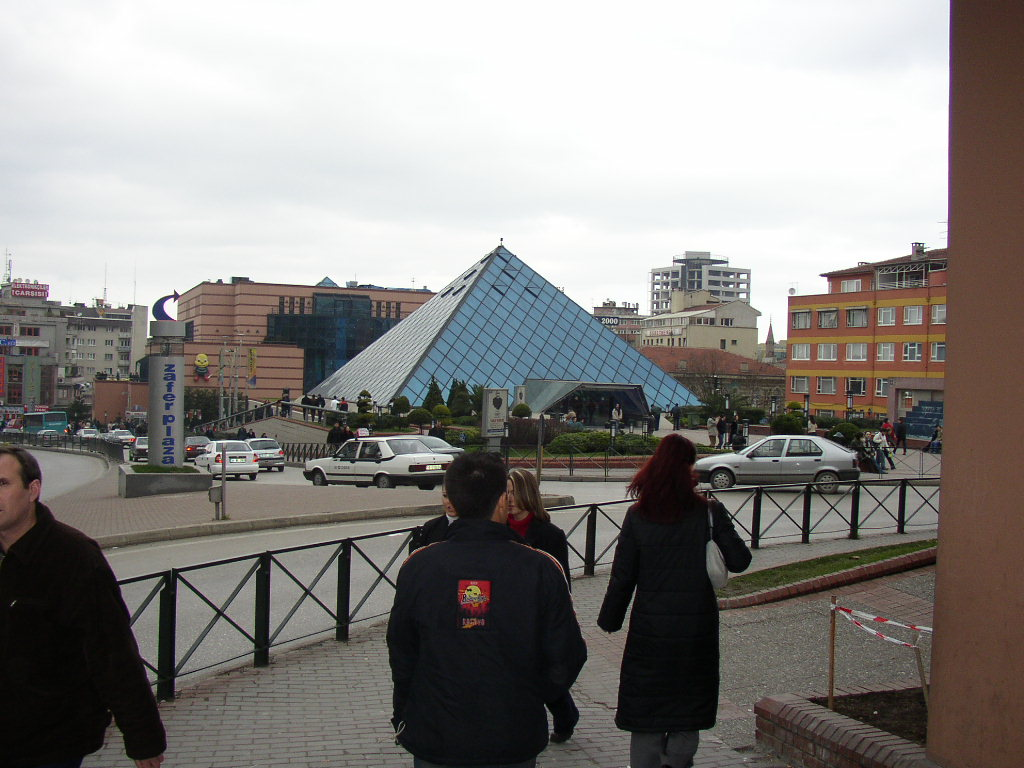
Pyramide de la victoire centre commercial de Bursa.
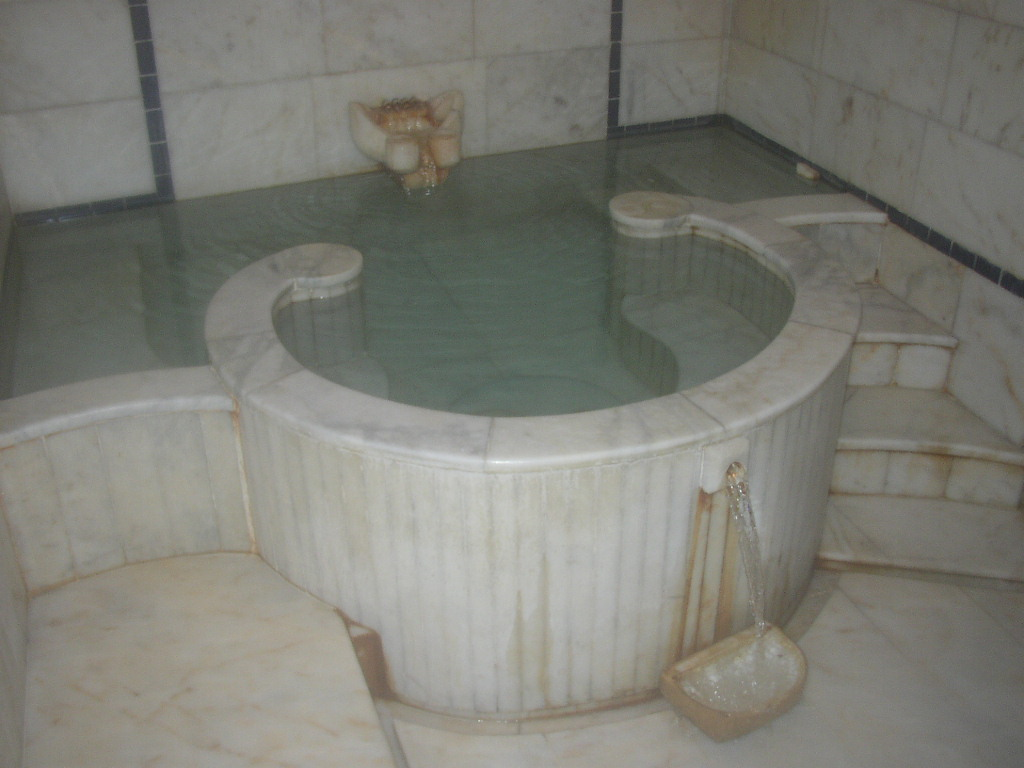
Un des nombreux hammams.
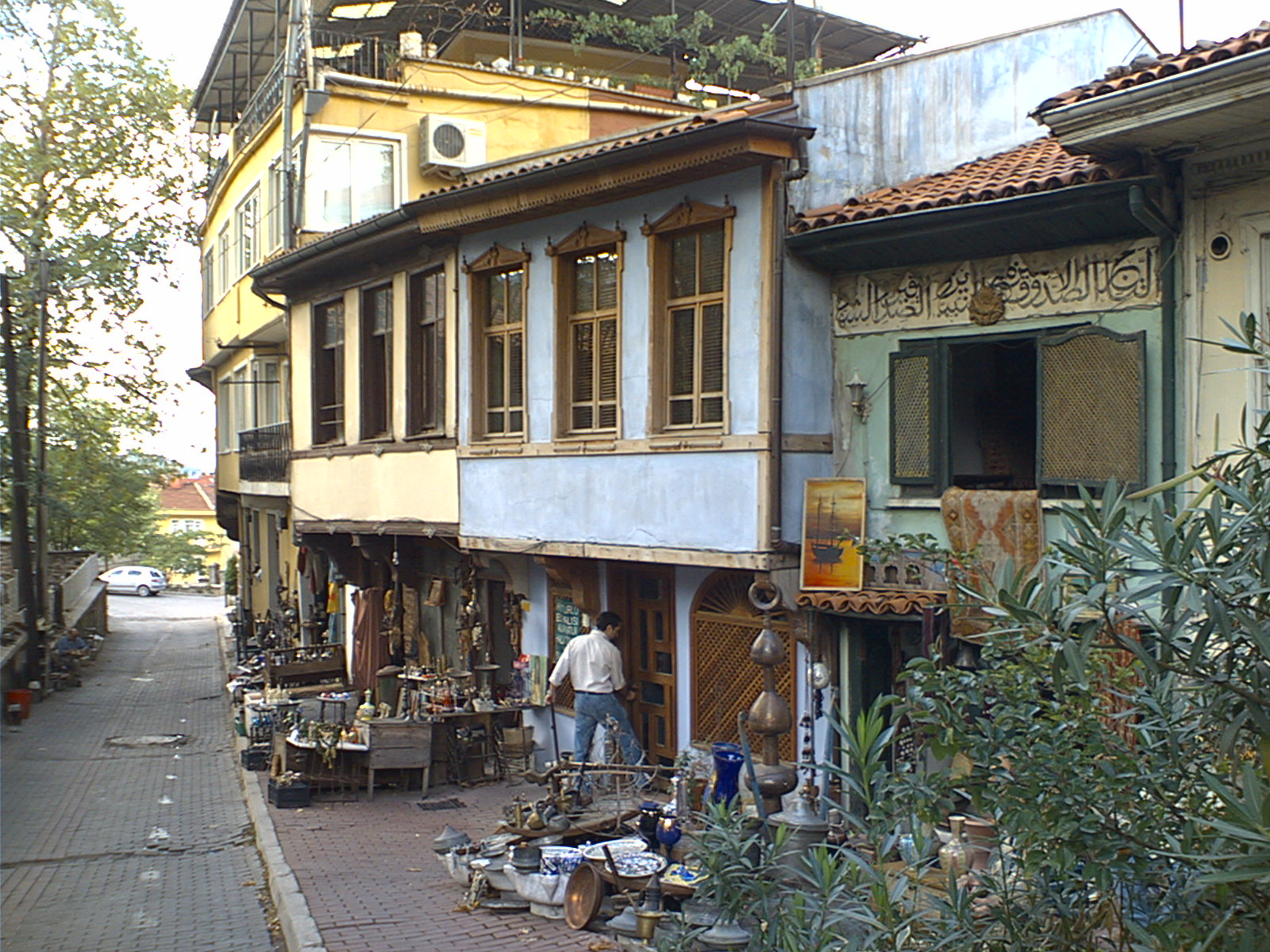
Petits commerces à proximité de la « mosquée verte » (Yeşil Camii).
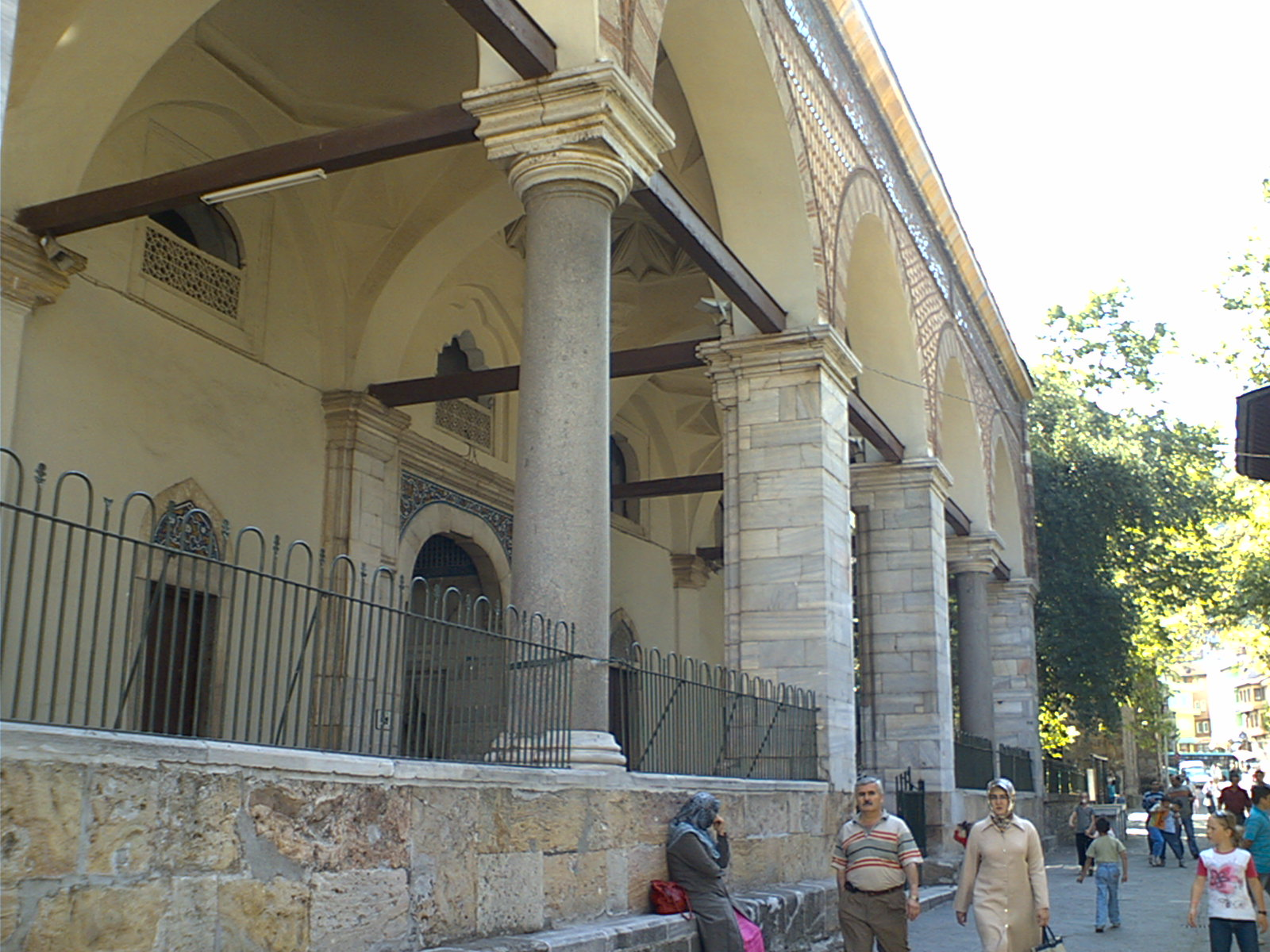
Extérieur de la mosquée (1425-1426) du Muradiye Complexe (en).